# Les Pilles
Les Pilles sont une commune française située dans le département de la Drôme, en région Auvergne-Rhône-Alpes.

## Géographie

### Localisation
Rattachée à la communauté de communes des Baronnies en Drôme Provençale, la commune est située à 7 km à l'est de Nyons.

### Relief et géologie
Dans les contreforts des Préalpes, le village est situé dans une cluse étroite entre les massifs de la Lauze au Nord et la montagne d'Autuche au Sud.
De faible dimension, le territoire communal s'étend sur les flancs de la montagne d'Autuche, entre Trolepuy et le chemin de Côte Visane.
L'Est de la commune est peu accidenté : les prés du Béal puis les trente hectares de la zone agricole des Tuilières en bord de rivière sur la rive gauche ainsi que des espaces agricoles légèrement urbanisés sur la rive droite dans les quartiers des Ramières, du Chouchalout, de Serre-de-Lot, des Rastelets et de Serre des Batailles, au-delà du ruisseau Le Bentrix puisque la commune de Condorcet s'étend jusqu'à l'Eygues dès la sortie du village (coupant même le lotissement des Écureuils) jusqu'au Bentrix.

#### Géologie
Les Pilles appartiennent au bassin subalpin des Baronnies Occidentales : les terrains mésozoïques y constituent les affleurements principaux. Durant le Trias, la région est recouverte d'une mer peu profonde, sous un climat chaud et désertique. Les dépôts de cette époque sont des évaporites, gypses, cargneules, marnes, sel... Elle se creuse jusqu'au Coniacien en mer profonde, qui dépose des calcaires et surtout des marnes dans lesquelles on trouve aujourd'hui des ammonites. Dès le Jurassique supérieur, débute le plissement alpin, mouvement qui s'amplifie au Crétacé : la région émerge sous la forme de grands plis orientés d'Est en Ouest.  A la fin du Crétacé, elle est parsemée de lacs et sillonnée de rivières où se déposent des sables et des argiles. La mer revient au Miocène pour se retirer, à la faveur d'un relèvement et d'un plissement intense, d'axe nord-sud cette fois. La superposition des plissements donne des structures géologiques complexes, affectées par des failles : l'aspect actuel de la région.
C'est donc un pays de moyenne montagne où les reliefs sont assez tourmentés, mais l'altitude des crêtes relativement modestes ne dépasse qu'exceptionnellement la cote 1 000 mètres. La commune est en marge sud de l'ample structure de la Montagne de la Lance qui culmine à 1 340 mètres. Elle boucle « le grand anticlinal qu'on suit de Sisteron, par le Buis, Propiac, Montaulieu, Condorcet, avec un relief de roches jurassiques ». La cluse est creusée dans cette barre rocheuse compacte du Tithonien.
La commune étant en fond de vallée, la zone agricole en rive gauche des Tullières, et en rive droite les quartiers du Colombier, de la Grange de Conte et des Ramières sont constitués d'alluvions anciennes (limon, cailloutis et galets) datant du Hauterivien, avec une alternance de marnes et de calcaires argileux.
L'Ouest de la barre rocheuse, sur la montagne de la Lauze au Nord comme sur Trolepuy au Sud jusque sur la longue montagne d'Autuche (975 mètres), et au quartier La Marseille, comporte des calcaires clairs et lits marneux du Berriasien. L'Est est constitué de marnes et calcaires marno-gréseux.

### Hydrographie
La commune est arrosée par les cours d'eau suivants :
- l'Eygues qui divise le village en deux parties inégales reliées par un pont ;
- le Bentrix, long de 15,4 km ; il se jette dans l'Eygues à l'est ;
- la Bordette, qui prend sa source à 4 km sur la commune de Châteauneuf-de-Bordette ; elle se jette dans l'Eygues à la limite de la commune d'Aubres à la fin du chemin des Grands chênes qui borde l'Eygues.

L'Eygues est bordée de ramières profondes sur la rive droite en amont des Pilles.

### Climat et flore
Pour des articles plus généraux, voir Climat d'Auvergne-Rhône-Alpes et Climat de la Drôme.
En 2010, le climat de la commune est de type climat méditerranéen altéré, selon une étude du Centre national de la recherche scientifique s'appuyant sur une série de données couvrant la période 1971-2000. En 2020, Météo-France publie une typologie des climats de la France métropolitaine dans laquelle la commune est exposée à un climat de montagne ou de marges de montagne et est dans la région climatique Alpes du sud, caractérisée par une pluviométrie annuelle de 850 à 1 000 mm, minimale en été. Les brouillards sont rares, l'atmosphère est de grande luminosité, ce qui fait dire que Nyons est « le petit Nice ».
Pour la période 1971-2000, la température annuelle moyenne est de 12,9 °C, avec une amplitude thermique annuelle de 17,1 °C. Le cumul annuel moyen de précipitations est de 898 mm, avec 6,9 jours de précipitations en janvier et 4 jours en juillet. Pour la période 1991-2020, la température moyenne annuelle observée sur la station météorologique de Météo-France la plus proche, « Nyons P182 », sur la commune de Nyons à 4 km à vol d'oiseau, est de 14,5 °C et le cumul annuel moyen de précipitations est de 756,7 mm,. Pour l'avenir, les paramètres climatiques de la commune estimés pour 2050 selon différents scénarios d'émission de gaz à effet de serre sont consultables sur un site dédié publié par Météo-France en novembre 2022.
La sécheresse d'été détermine une flore méditerranéenne passant à une flore montagnarde. L'olivier, le chêne vert, l'yeuse poussent sur des pentes non dénudées qui accueillent le thym, la lavande, le lentisque, le genévrier, le ciste, le genêt d'Espagne dans des vallées largement ouvertes au soleil.
La Vézine (ou Vésine) est un vent qui a la réputation d'amener la pluie mais a l'avantage de rafraîchir. Il souffle surtout depuis la fin du printemps jusqu’à la fin octobre. Il se lève lorsque le Pontias (vent de Nyons) cesse, vers les 8 – 9 h du matin et continue jusqu’à 15 ou 16 h le soir. Il souffle contre mont et « perce les barrières du pont et du détroit des montagnes ».

## Urbanisme

### Typologie
Au 1er janvier 2024, Les Pilles sont catégorisées commune rurale à habitat dispersé, selon la nouvelle grille communale de densité à 7 niveaux définie par l'Insee en 2022.
Elle est située hors unité urbaine. Par ailleurs la commune fait partie de l'aire d'attraction de Nyons, dont elle est une commune de la couronne,. Cette aire, qui regroupe 17 communes, est catégorisée dans les aires de moins de 50 000 habitants,.

### Occupation des sols
L'occupation des sols de la commune, telle qu'elle ressort de la base de données européenne d’occupation biophysique des sols Corine Land Cover (CLC), est marquée par l'importance des forêts et milieux semi-naturels (63,1 % en 2018), une proportion identique à celle de 1990 (63,1 %). La répartition détaillée en 2018 est la suivante : forêts (38,9 %), zones agricoles hétérogènes (29 %), milieux à végétation arbustive et/ou herbacée (18,9 %), prairies (7,5 %), espaces ouverts, sans ou avec peu de végétation (5,2 %), cultures permanentes (0,4 %). L'évolution de l’occupation des sols de la commune et de ses infrastructures peut être observée sur les différentes représentations cartographiques du territoire : la carte de Cassini (XVIIIe siècle), la carte d'état-major (1820-1866) et les cartes ou photos aériennes de l'IGN pour la période actuelle (1950 à aujourd'hui).

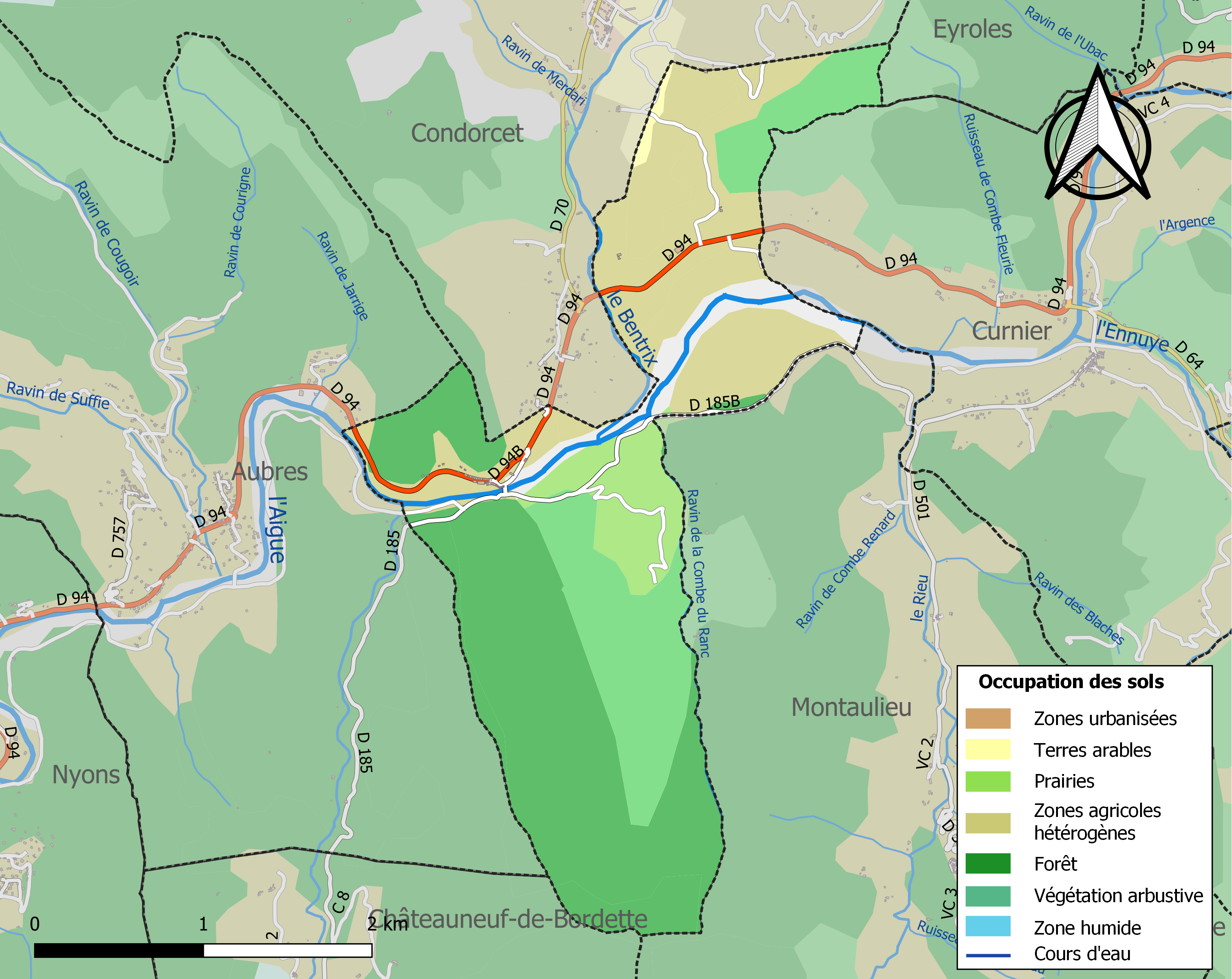
Carte des infrastructures et de l'occupation des sols de la commune en 2018 (CLC).

Les registres de l'Ancien régime signalent déjà de nombreux propriétaires, sur la presque totalité du territoire. Le démembrement parcellaire a persisté du fait du relief et des traditions agraires, créant « dans ce pays de petites propriétés des liens directs, indestructibles, entre les cultivateurs et leurs libertés villageoises ».

### Morphologie urbaine

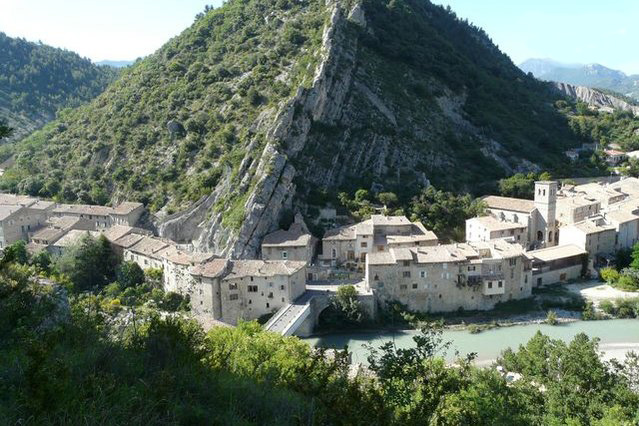
Plongée sur Les Pilles et le massif de la Lauze.

Les Pilles étant implantées dans une cluse de la vallée de l'Eygues, le village est un passage obligé pour toute circulation dans le Haut-Nyonsais. L'étroitesse de la vallée à cet endroit limite considérablement ses possibilités d'extension, difficulté renforcée par la modestie de son territoire. Le village est composé sur la rive droite d'une rue unique entre roc et rivière : la Grande Rue prolongée après le tunnel par la rue du Portail sur la RD94. C'est le village historique avec l'ancien château tandis qu'en rive gauche se trouvait la chapelle Saint-Denis (détruite) et que la rue du Rocher de l'Aiguille se prolonge après le pont avec la rue de la Combe. Jouant le rôle de frontière entre deux rochers escarpés et resserrés, la commune a une faible superficie. Elle forme un détroit traversé par les principales voies de communication du Dauphiné et du Comtat. Elle est aussi sur la route départementale qui conduit de Pont-Saint-Esprit à Gap.

#### Quartiers, hameaux et lieux-dits
Site Géoportail (carte IGN) :
- En rive droite de l'Eygues, à l'est du village sur la route de Nyons, le quartier Pontier dominé par Cugalet, et à l'ouest sur la RD94 les quartiers La Casse sur la route de la Casse, Le Colombier et la Bonté (sur la route des Alpes à Condorcet), puis au-delà du Bentrix sur la route de Gap les quartiers La Grange de Conte, Les Ramières et Le Chouchalout jusqu'au ravin de Moussas, avec au nord Le Serre de Lot.
- En rive gauche, à l'est du village Trolepuy et depuis le Ruisseau de Bordette, le chemin des Grands-chênes et la route de Fontin, et à l'ouest sur la route du Béal, les quartiers Les Prés du Béal dominé par La Treille et Côte Visane, puis le quartier La Marseille. Enfin, en contrebas de la route des Tuilières, la zone agricole du même nom, dominée par Feuillan.

### Logement
La commune dispose de sept logements communaux et possède un immeuble géré par l'Office HLM au-dessus de la salle polyvalente,. Il a fait l'objet d'une rénovation énergétique. Ces travaux ont été inaugurés le 4 juin 2025 et il a pour l'occasion pris le nom de "copropriété Michel Tache", du nom de l'ancien maire des Pilles.

### Projets d'aménagement
Dans le cadre de l'inscription dans la transition écologique (cf. politique environnementale), la commune se donne pour but de baisser sa consommation énergétique de 40 % et d'annuler sa consommation de gaz à effet de serre d'ici 2030. C'est ainsi qu'après une étude de l'ADEME montrant la faisabilité du projet, les logements communaux (1 200 m2) sont peu à peu rénovés avec des huisseries isolantes, une isolation des murs et des combles, et des pompes à chaleur ou chaudières à granulés de bois en remplacement des chaudières au fioul,.
Un espace supplémentaire pour la vie associative est réalisé au centre du village, face à la Halle : une salle de 35 m2 entièrement rénovée offre un espace cuisine et de stockage au café associatif des Pilanthropes dans le local attenant appartenant à la mairie.

### Voies de communication et transports

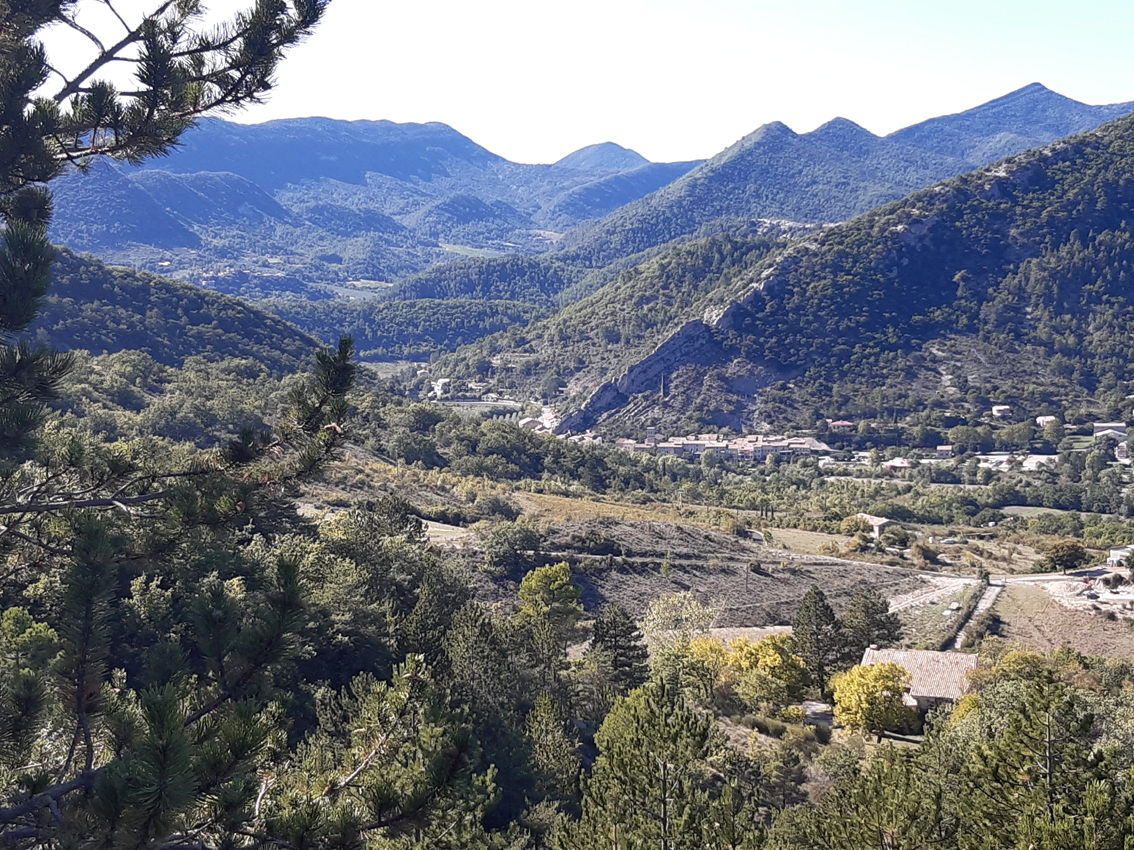
Les Pilles, vue globale, avec le vieux Aubres au fond.

Le village est construit sur les rives de l'Eygues dans une cluse entre deux sites montagneux très proches l'un de l'autre. Il est un passage obligé pour relier les cols alpins et la vallée du Rhône. Le chemin celtique devient la Voie Domitienne pour faire communiquer Arles avec Milan par Gap. Des restes de ses dalles sont trouvées lors de la construction de la route au XIXe siècle et lors de son goudronnage au XXe siècle.
La tradition orale rapporte qu'un gué (« le gué romain ») aurait été posé en travers de la rivière, que les anciens connaissaient et entretenaient, en amont du monument aux morts, et qu’ils utilisaient en période de basses eaux.
En 1753, le Roi préfère ouvrir une voie dans la vallée de l'Eygues plutôt que celle de l'Ouvèze pour des raisons politiques, stratégiques, commerciales et pratiques. Les troupes et munitions trouveraient là un chemin lorsqu'elles descendent par le Rhône jusqu'à Pierrelatte. En 1783, un arrêté du Conseil d'État prévoit la construction d'une route mettant en contact le Languedoc et l'Italie pour faciliter le débit des huiles et savons et prévenir les disettes.
Des péages étant perçus aux Pilles et à Aubres, les voyageurs en Dauphiné préféraient emprunter la route ancienne vers Dieulefit via la vallée du Marnas et le col de la Bessone vers la vallée du Lez, passant sous le vieux village de Condorcet.
Sa position sur la route des Alpes fait que Les Pilles sont connues dès l'Antiquité. Au Moyen Âge, il est la clé des Baronnies. Soumise au Pape, ses impôts sont plus légers, ce qui favorise un regain de population. Il faut cependant attendre 1830 pour que soit décidée par la députation de la Drôme la construction de la route nationale 94 de Pont-Saint-Esprit à Briançon qui s'arrête encore aux gorges de Saint-May en 1835 et est achevée en 1837. Celle-ci est déclassée en route départementale 94 en 1973.

### Risques naturels et technologiques

#### Risques sismiques
Comme une grande partie de la Drôme, Les Pilles sont situées en zone sismique modérée (zone 3). Un séisme d'intensité 7 avec pour région épicentrale Pierrelongue a eu lieu le 8 juin 1952 à 21h26.

#### Les éboulements
Les rochers de la montagne de la Casse surplombent la partie Est du village. Une roche de plusieurs tonnes s'étant détachée en avril 2013 au-dessus du lotissement des Écureuils, les filets de protection installés dans les années 1990 sont repositionnés. Une expertise est commanditée et des filets sont installés notamment par hélicoptère ainsi que des merlons, financés pour moitié avec la commune de Condorcet dont c'est le territoire.

#### Les crues
En raison de sa forte pente entre les Hautes-Alpes et Sahune, l'Eygues peut provoquer des crues catastrophiques. Elles sont en général causées par des orages violents qui tombent sur un sol déjà saturé par les averses d'automne et fondent les neiges en altitude. Elles sont subites et brutales. Toutes les maisons de la Grande rue qui bordent la rivière sont construites avec une cave permettant aux niveaux supérieurs d'être à l'abri des eaux. Leur entrée est dans la rue, à 3,50 mètres au-dessus du niveau des jardins lorsqu'elles en sont dotées.
On signale régulièrement des crues sur tout ou partie du bassin versant, qui provoquent d'importants dégâts dans les cultures : 1342, 1384, 1433, 1445 (qui emporte le pont de Curnier et entraîne le dépeuplement de ce village), 1548, 1673, février 1692, 1733, 1735 (deux morts inhumés aux Pilles), 1745, 1751 (un mort inhumé aux Pilles), 1757 (qui emporte le pont de Sahune), 1794, 1868, 1872, 1886, 1907, 1951, 1992, 1993, 1994 et 2003,.
- La crue des 14 et 15 septembre 1745 inonde les caves, emporte les murs des jardins, ensable les terres et coupe les chemins[43]. L'eau est allée au niveau de l'autel de la chapelle St Denis et en a emporté la moitié du cimetière[44],[45].
- Les crues de 1840 et 1842 causent de gros dégâts, obligeant les riverains à reconstruire les digues[46].
- Le 13 août 1868, les eaux s'élèvent de treize mètres au-dessus de l'étiage[47]. La magnanerie en bois sur pilotis située devant le 42 Grande rue est emportée et provoque un bouchon au niveau du pont : l'eau envahit toute la rue, montant jusqu'à la deuxième marche de l'église. La famille Ricou, qui habite une des dernières maisons du village sur la route du cimetière, fait monter sur le toit la mère et son bébé Louis Marius, né le 10 août[48], pour les préserver de tout danger[49]. Les dégâts sont tels qu'à la crue suivante de 1872, les travaux de remise en état ne sont pas encore achevés[50].
- En 1872, la partie de la commune dite du champ de foire est emportée, si bien que pour la foire du 11 novembre dite de la St Martin, une passerelle est aménagée pour que les bestiaux soient exposés sur le gravier de la rive gauche[51].
- En 1886, un habitant de Curnier, Jean Joseph Ponty, âgé de 74 ans, est emporté par les eaux[52].
- Durant la crue centennale du 22 septembre 1992, le niveau de l'eau, qui monte de six mètres avec 850 m3/s[53], atteint le dessous du pont et toutes les caves sont inondées[54].
- Le 7 janvier 1994, le débit est évalué à 545 m3/s[53].

## Toponymie

### Attestations
Dictionnaire topographique du département de la Drôme :
- 1222 : castrum de Pilis (Inventaire des dauphins, 251).
- 1361 : territorium de Pillis (choix de documents, 157).
- 1427 : universita Pilarum (archives de la Drôme, E 3030).
- 1783 : Les Pilles en Comtat (Aff. du Dauphiné).
- 1891 : Les Pilles, commune du canton de Nyons.

### Étymologie
Étonnamment, Les Pilles se prononce Piles. Il se raconte au village que l'orthographe Pilles viendrait de « pillards » car les Pillois avaient la réputation de dérober des moutons lorsque la transhumance s'étirait dans sa longue rue. Mais il s'agit plus probablement de l'évolution de Piles en Pilhes. À l'origine, Piles pourrait dériver, de par sa position de cluse entre deux rochers, du grec pylos, qui signifie porte, défilé, sachant que pila (pilier), piloe et pilum offrent la même signification en bas latin.

## Histoire
L'Histoire des Pilles est, de 1274 à 1791, celle d'une enclave oubliée, faisant partie des États de l’Église car les seigneuries de Valouse, d'Eyroles et des Pilles relevaient de la suzeraineté du Comte de Toulouse, lequel est défait par la croisade lancée contre l'hérésie cathare. Ces enclaves pontificales demeurent lorsqu'en 1349, le Dauphiné est rattaché au royaume de France et lorsqu'en 1481, c'est le tour de la Provence. Bien qu'isolées du Comtat Venaissin, ces communes ne seront donc françaises qu'à la Révolution. Comme à Aubres, certaines terres demeuraient cependant dans le Dauphiné, ce qui obligeait leurs propriétaires à payer des taxes deux fois plus élevées. De nombreux jugements attestent de la volonté des propriétaires d'être situés dans le Comtat plutôt que dans le Dauphiné pour payer moins d'impôts. Cependant, en 1629, Antoine de Caritat, seigneur de Condorcet, parvient à faire annuler une vente de terrain à Condorcet au profit d'une dame des Pilles sous prétexte qu'elle serait préjudiciable au territoire du Roi,.
L'avantage pour Les Pilles est donc que les impôts y sont plus légers, le Pape ne percevant que des impôts indirects (péages sur le pont, frais de mutation ou de justice) et une taille qui sera abolie en 1740. En outre, le Roi de France se sert des pressions douanières dans sa lutte politique et diplomatique contre le Pape - ce qui ouvre à de multiples trafics. Les enclaves deviennent des portes ouvertes où passent de grandes quantités de marchandises, et se mettent donc à lever leur propre douane.

### Préhistoire
Malgré l'importante extension du glacier des Alpes durant la glaciation de Würm, des installations humaines sont attestées durant le Paléolithique supérieur dans la vallée de l'Eygues, comme au lieu-dit Les Laurons à Nyons (outils en silex). Au Néolithique moyen, des abris sous roche semblent avoir été utilisés comme bergerie.
Des fouilles sur le plateau de Sainte-Luce (Vercoiran) attestent d'un habitat de l'époque chasséenne. Un village de la fin de l'Âge du bronze a de même été retrouvé à Saint-Ferréol-Trente-Pas. Les céramiques retrouvées sont semblables à celles du site du Pègue.
Au VIIe siècle av. J.-C., les populations de l'Âge du fer sont bien implantées. Une épée en bronze datée entre 730 et 650 a été trouvée en 1897 sur la commune voisine de Châteauneuf-de-Bordette.
Des éléments datant du premier Âge du fer (Hallstatt) ont été retrouvés dans le Trou de l'Argent faux (cf. Lieux et monuments) : une fibule à timbale, des morceaux de poterie du Pègue, qui sont conservés par le musée archéologique de Nyons.

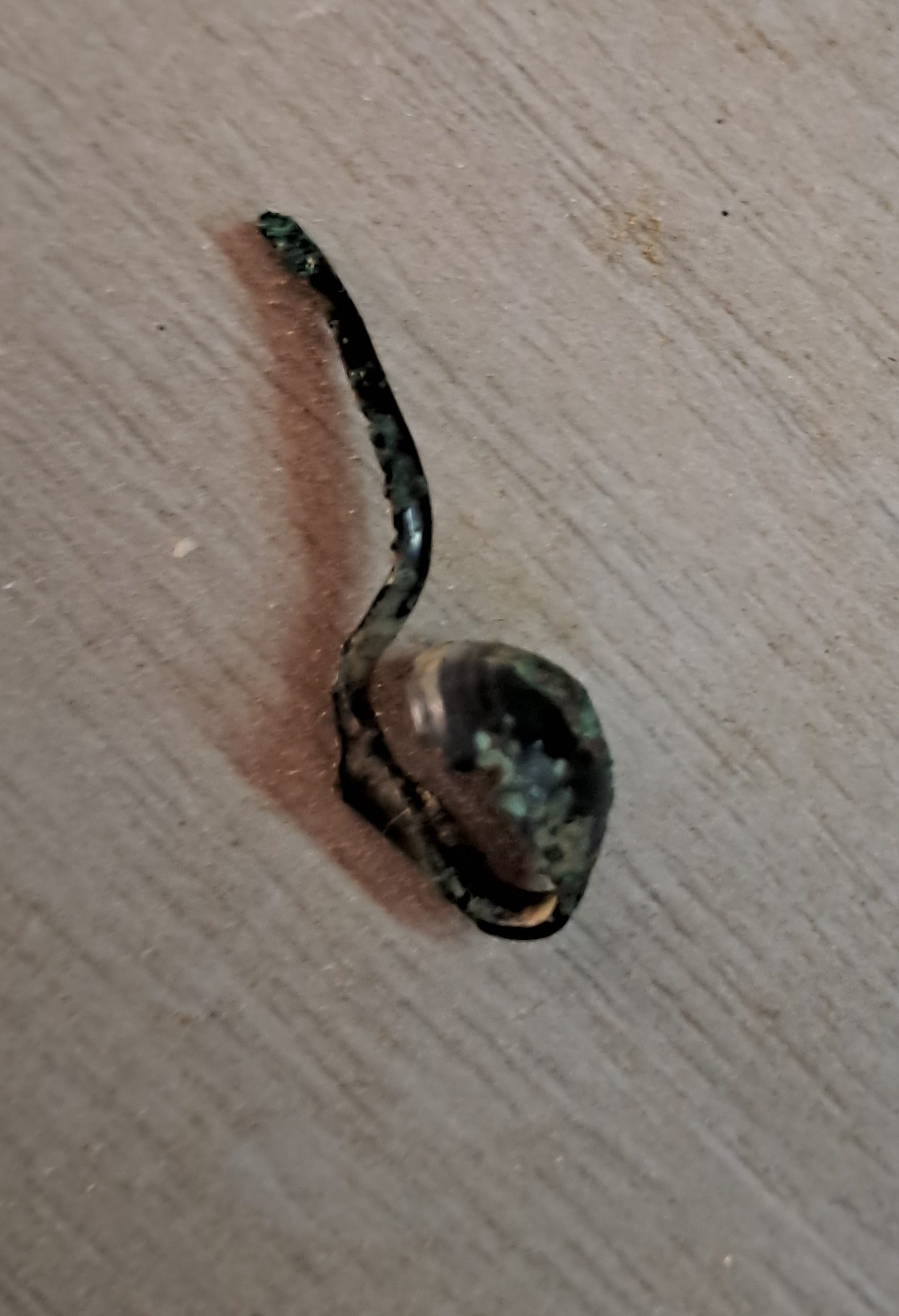
Fibule à timbale.
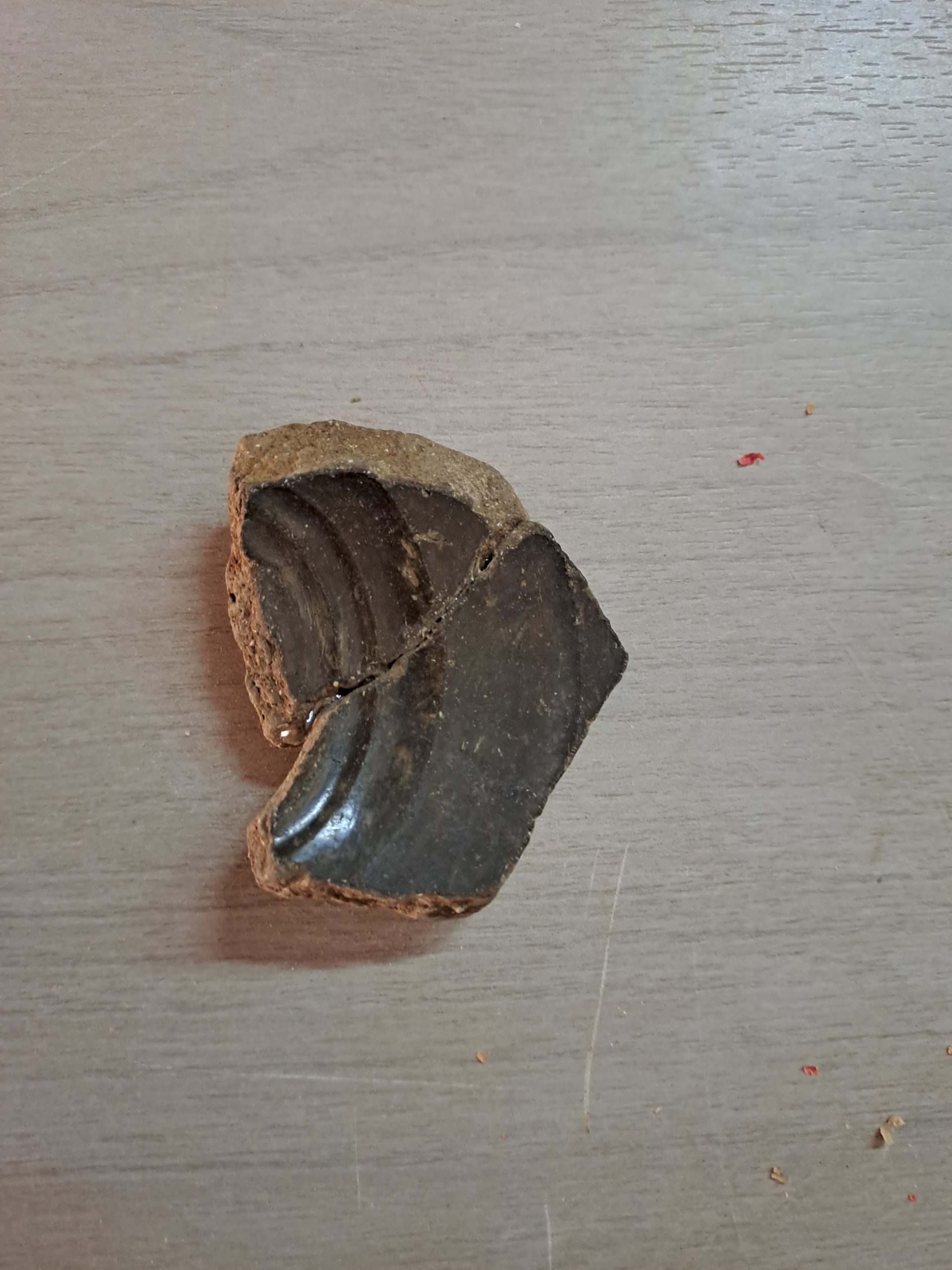
Poterie du Pègue.
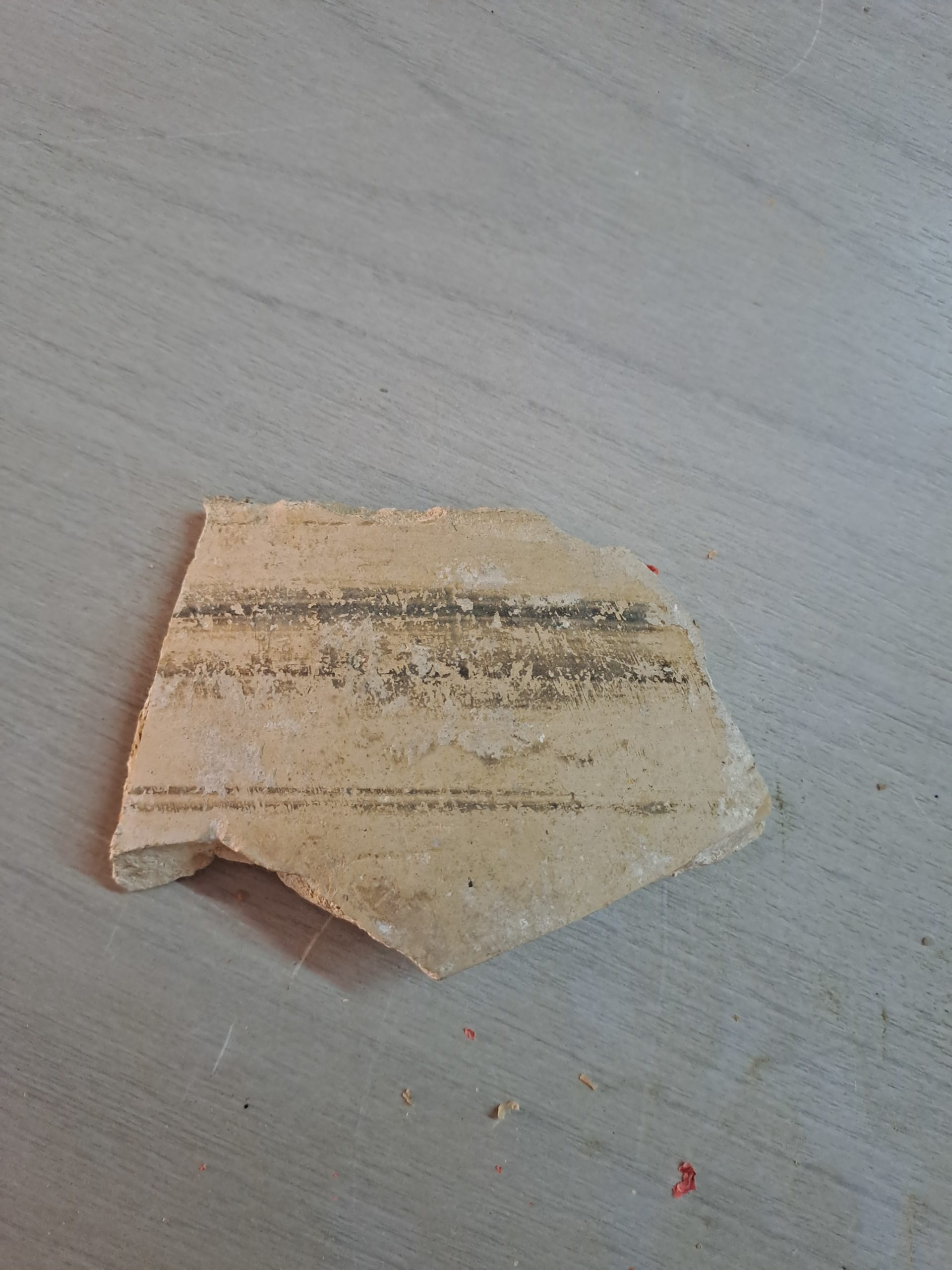
Poterie du Pègue.
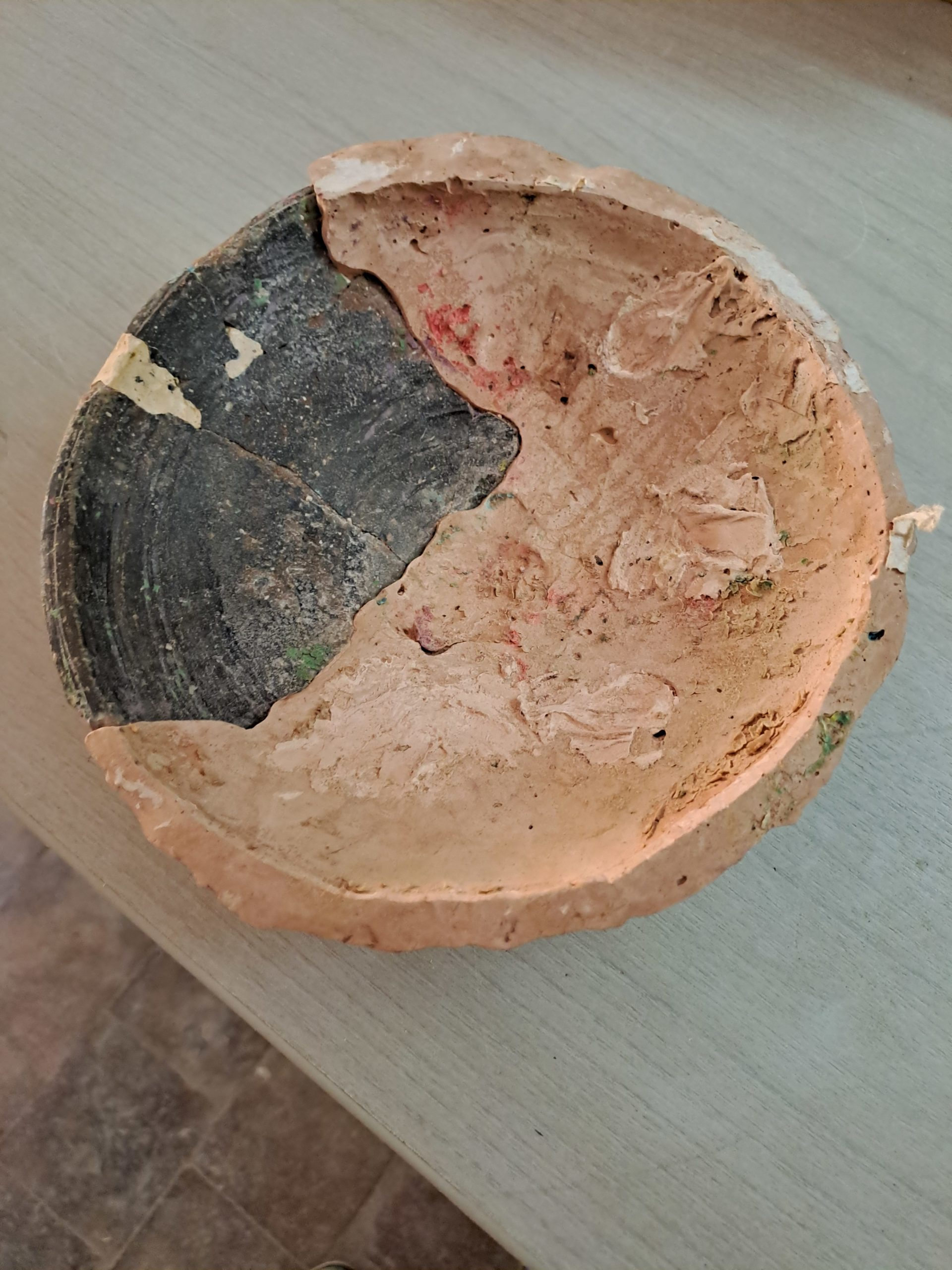
Poterie du Pègue.

### Protohistoire
Certains historiens estiment que les Ligures sont établis dans la vallée de l'Eygues et qu'ils ont commercé avec les Phocéens de Marseille et même les Phéniciens.
Une voie relie la Vallée du Rhône et les cols alpins, notamment au mont Genèvre, par laquelle transitent les productions de cuivre et d'argent des vallées autour de Serres. L'Eygues étant navigable, les Phocéens ont une intense activité commerciale et introduisent la culture de la vigne et de l'olivier.
Vers le IVe siècle av. J.-C., arrivent les Celtes qui font bon ménage avec les Ligures. Alors que les Cavares peuplent la vallée du Rhône, Les Pilles appartiennent à la sous-tribu voconce des Noiomagenses dont le pagus (territoire) couvre la vallée de l'Eygues et dont le chef-lieu est Niomagos (Nyons, traduction littérale de marché neuf).
Certains historiens évoquent le cheminement par les vallées de l'Ennuye et de l'Eygues d'une partie de l'armée d'Hannibal en 218 av. J.-C.

### Antiquité: les Gallo-romains
Entre 125 et 118 av. J.-C., les Romains battent les Voconces et s'installent.
Nyons est un carrefour au croisement de routes gallo-romaines longeant la vallée du Rhône ou pénétrant dans les Préalpes. Un milliaire y a été trouvée qui se situe dans l’histoire de la Gaule, et appartient probablement à la voie d’Agrippa. L'épitaphe à l'esclave Corydon sur un autel funéraire trouvé à Curnier, commune limitrophe à l'Est, est située à la fin du IIe siècle ou au début du IIIe siècle[réf. à confirmer].
La route gallo-romaine qui se dirige vers Gap passe par Les Pilles et traverse l'Eygues au pont romain de Villeperdrix. Lors de la construction de la route nationale vers 1816, de nombreuses dalles d'origine romaine ont été trouvées.
Vers la chapelle des Donnes, située entre Curnier et Les Pilles, ont été trouvés les restes de la tombe d’une dame romaine. La stèle funéraire est conservée depuis 1880 au Musée des Antiquités nationales de St Germain en Laye. Le Christianisme apparaît au IIIe siècle et pénètrera dans la vallée au VIe siècle grâce à l'influence des moines de Bodon.
Les invasions barbares. En 250, une peste terrible désole la région et en 260, les Vandales la dévastent. En 360, les légions du général romain Valens commettent des pillages et des atrocités sans mesure. De 573 à 575, on relève trois invasions successives des Lombards venant d'Italie.  Vers la fin du Ve siècle, le royaume burgonde englobe Les Pilles. Une première invasion des Sarrasins ravage en 737 la contrée : ils remontent l'Eygues jusqu'aux gorges de Saint-May où ils détruisent l'abbaye de Bodon fondée au milieu du VIe siècle. Charles Martel, qui les avait arrêtés à Poitiers en 732, revient les combattre « mais ses troupes font autant de mal sur leur passage que les musulmans : les pouvoirs locaux se méfient autant des Francs que des Sarrasins ». Ils reviennent en 920, et sont chassés en 973 du Midi par l'évêque de Grenoble et les seigneurs dépossédés . Tout ce qui avait été créé sous la domination romaine est anéanti et les populations sont décimées. Les villages se perchent en hauteur, sous la protection de nobles ou religieux. C'est le commencement de la féodalité.

### Du Moyen Âge à la Révolution
À cette époque, l'Eygues a un débit assez abondant et régulier pour lui permettre de porter des bateaux militaires ou commerciaux, comme en témoignent des vestiges attestant l'existence d'une corporation de mariniers ou nautoniers.
Lorsque l'Empire de Charlemagne est divisé entre ses trois fils au traité de Verdun en 843, Les Pilles se trouvent en Francie médiane puis, lorsque celle-ci est divisée au traité de Prüm de 855, dans le royaume de Provence. Elle est incluse dans le royaume d'Arles en 934.
À l'Ouest des Pilles, aux limites d'Aubres et de Châteauneuf-de-Bordette, dans l'actuel quartier des Perdigons à Châteauneuf, se situe au XIe siècle la villa de Pupiane, citée en 1023. Elle dispose d'une église paroissiale, Saint-Pierre de Pupiane, entourée d'un cimetière. On y trouve les traces d'un ancien castrum, bien repérable grâce à trois fossés entaillant la crête sommitale et constituant la fortification de cette villa. Elle perd son statut d'entité politique au XIIIe siècle et son territoire ainsi que l'église sont rattachés à la seigneurie de Châteauneuf tandis qu'Aubres reçoit le castrum.
Les Pilles n'auront jamais plusieurs seigneurs. La seigneurie est au départ possédée par les Nicolas (ou Nicolay) et la terre fait ensuite partie des alleux des barons de Mévouillon. En 1222, le seigneur de Mévouillon donne en emphytéose à Pierre Roux et à ses successeurs en fief franc les biens d’Hugues Nicolas (ou Nicolay) dans et hors le castrum des Pilles,.
Le terme de castrum désigne le château et le village réunis, mais aussi par extension à partir du XIe siècle un territoire contrôlé par le seigneur du lieu. Dans le cas des Pilles, il s'agit d'un bourg castral dont le château s’apparente plutôt à un fortin défensif, d'où l'absence de restes à l'époque moderne.

#### Le Comtat Venaissin

##### XIIIesiècle
Le 12 avril 1229, le comte de Toulouse Raymond VII se voit contraint de prêter allégeance au roi Louis IX. Par le traité de Paris qui met fin à la croisade des Albigeois le marquisat de Provence, connu plus tard sous le nom de Comtat Venaissin, est cédé au Saint-Siège. Ce n'est toutefois qu’en 1273 que le Saint-Siège en prend réellement possession. Il n’y établit des recteurs qu’en 1274. Cela inaugure 517 ans d'administration papale pour le village des Pilles.
La prise de possession du Comtat Venaissin par la papauté ne s’est pas faite sans difficultés. Elle ne juge pas essentiel de prendre en charge la gestion de ces territoires et, tout en prétendant bien les dominer, elle en laisse la garde au roi de France. Dès 1232, la monarchie française tente de convaincre le pape Grégoire IX de rendre ces terres au comte de Toulouse Raymond VII, mais en vain. Barral Ier des Baux, commandant des troupes du comte de Toulouse, et leurs adhérents sont excommuniés le 15 juillet 1240 par l'évêque d'Avignon Zoen Trencarari, après le concile de Viviers, contre Raimond de Toulouse pour s’être emparés des Pilles et de Malaucène, Monteux, Pernes, Oppède, Serres et du faubourg de Mornas.
Dragonet III de Montdragon (1215-1278), baron de Montauban, conquiert lui aussi le Comtat Venaissin pour la maison de Toulouse et est donc lui aussi concerné par l'excommunication. En outre, il conteste les droits du pape sur Valréas. Il épouse en 1230 Almuse (ou Almoïs) de Mévouillon, cousine issue de germain de son père. Il lui aurait fallu pour cela une dispense que le pape Innocent IV ne lui accorde que quinze ans après leur union, le 18 mars 1245, la bulle étant promulguée le 13 décembre 1245 par le Prieur des Dominicains d'Avignon, délégué du pape,. Dragonet peut dès lors participer à la Septième croisade. Almuse reçoit en dot de son frère Raymond IV de Mévouillon le castrum des Pilles de même que d'autres seigneuries proches comme Montaulieu ou Rochebrune par une charte du 18 juin 1252. Elle cède en outre à son frère, le 20 mars 1256, tous ses droits à la succession de ses parents. Alliant les deux familles, ce mariage met fin au conflit entre les Mévouillon (historiquement proches des Comtes de Forcalquier, leurs cousins) et les Montauban (proches du Comte de Toulouse).
Le nouveau pape Grégoire X est couronné à Rome le 27 mars 1272 et ne tarde pas à revendiquer les droits que le Traité de Paris (1229) avait conféré à l’Église sur les terres de la rive gauche du Rhône, ce qu'accepte le roi de France Philippe III le Hardi. Les commissaires pontificaux reçoivent les hommages des habitants, notamment ceux des Pilles qui font serment de fidélité au pape le 5 février 1274 au monastère de Saint-André-de-Ramières en même temps que ceux de Séguret, Sablet et Faucon.
L’annonce de la restitution du Venaissin au pape donne le coup d’envoi d’une série de réclamations sur tout ou partie de ce territoire. La plus importante et la plus connue est en 1274 celle de Cécile des Baux, comtesse de Savoie, fille de Barral Ier des Baux, à qui Raymond VII de Toulouse, le 24 février 1241, avait légué le Comtat en cas d’absence d’héritier mâle. Elle révèle que les limites du Comtat étaient définies de manière encore assez vague, avec une liste de castra où figure notamment "Pile".
En 1285, le pape enjoint au seigneur de Mévouillon de rétablir le péage que l’église romaine possédait aux Pilles. Celui-ci répond que personne n’a le droit de lever des taxes sur les terres qu'il tenait de son père et de l'empereur. On retrouve là le fait que la baronnie de Mévouillon était un fief que sa famille prétendait tenir des rois de Bourgogne et qui ne dépendait théoriquement que du souverain du Saint-Empire Romain Germanique.
En 1291, Philippe de Bernizon, recteur du Comtat, et Bertrand des Baux, prince d'Orange, règlent le conflit de droits réciproques de pâturage qui oppose les habitants des Pilles à ceux d'Aubres et de Condorcet, ainsi que les périodes où il faut protéger les cultures. Les gens des Pilles ont non seulement le droit de mener leur bétail et de couper du bois sur une partie du territoire de Condorcet mais également d’arroser leur terre avec l’eau de Breverit ; ceux de Condorcet peuvent faire cuire du plâtre et de la chaux sur le territoire des Pilles.
Le 5 juillet 1294, Philippe de Bernisson (Benevisons), comte du Venaissin pour l'Église Romaine, vend au dauphin Humbert des revenus que le pape perçoit, notamment aux Pilles,.

##### XIVesiècle
En 1303, le Venaissin est divisé en neuf vigueries dont Les Pilles. Le viguier des Pilles remplace celui de Vaison et Séguret. Après l'acquisition par l’Église romaine des domaines des Hospitaliers et de Valréas, la viguerie des Pilles est rattachée à Valréas. En 1325, on compte deux sergents aux Pilles, chargés de faire exécuter les sentences des juges, tandis qu'on en compte six à Valréas ou Carpentras. Chacun reçoit des gages de 20 sous par an. Deux fois par an, le juge de Valréas fait sa tournée pour les juridictions ordinaires. Il passe ainsi le 12 mai 1325 aux Pilles. Les revenus généraux sont relevés par les percepteurs, souvent des Italiens comme Philippe et Gautier Olivari en 1336 et les années suivantes ou des Juifs comme Astrug Cassin en 1355.
Au printemps 1342, Jean d'Arpadelle, évêque de Fréjus, visite le château des Pilles en compagnie de Jean de Cojordan, évêque d'Avignon, trésorier du pape, pour étudier les réparations nécessaires. Tous les habitants doivent contribuer aux frais. Le recteur décide en outre de reconstruire en un autre endroit le moulin des Pilles détruit par l'inondation d'octobre de la même année,.
La tour de Blacosa. En 1363, le procureur delphinal des baronnies de Montauban et de Mévouillon fait une déposition à la cour delphinale de Nyons comme quoi la partie des Pilles appelée le fief des Roux « et la tour en deçà de l'eau » se trouve dans la seigneurie des dauphins « depuis un temps immémorial, c'est-à-dire depuis l'acquisition faite par le dauphin alors régnant au seigneur de Montauban ». Cela fait suite à une série de requêtes aux officiers du pape. Seize témoins déposent dans ce sens et l'un d'entre eux raconte qu'il a vu un homme « se sauver dans la tour dite de Blacosa près des Pilles pour échapper aux habitants de ce lieu. Une fois dans la tour, il cria "Montauban ! Montauban ! et lança des pierres contre ses poursuivants (...). La tour était en effet du fief du dauphin ». Les revendications des officiers du Dauphiné ne furent cependant pas suivies d'effets et « les terres pontificales et les terres dauphinoises demeurèrent enchevêtrées les unes dans les autres » On comprend dès lors l'origine des enclaves.
On retrouve cet épisode dans les archives départementales : « Alors que les gens du pape commencent à réparer la tour de Blacosa, située au nord-ouest du castrum des Pilles dans la montagne, les habitants des Baronnies sous la direction de Raymond de Saint-Ferréol arrêtent violemment les ouvriers dans leur tâche, en revendiquant les anciens droits de propriété des Montauban sur cette tour. Michaël Jancelme, cousin de Raymond de Saint-Ferréol, poursuivi par les hommes des Pilles se réfugie dans la tour et invoque le nom de « Montauban, Montauban », tout en projetant des pierres depuis la tour ». Située sur un méplat en haut de la crête de la cluse, la tour de Blacosa dominait le site fortifié des Pilles, au nord du castrum, et contrôlait ainsi la limite entre le Dauphiné et les États du Pape. On en voit encore aujourd'hui les murs de soutènement de chaque côté de cette position. Dans les années 1320 et 1330, une concession du Dauphin à Nicolas Constant d'Albe, jurisconsulte, et un hommage du même en 1334, précisent que le terroir de Blacosa va jusqu'aux « murailles des Pilles au haut » et que la tour est située au-dessus des murs des Pilles. Elle était le siège d'une seigneurie qui occupait une bande située au nord de l'actuel territoire d' Aubres, entre Les Pilles et Condorcet à l'est et au nord. Elle n'apparaît plus à partir de la fin du XVe siècle, intégrée à celle d'Aubres.
En 1366, Bertrand de Baux, seigneur de Gigondas, reçoit de Raymond V, prince d’Orange, Les Pilles, Condorcet et la ville d'Orange à l'occasion de son mariage avec Blonde Adhémar de Grignan. Philippe de Bernisson, recteur du Comtat, règle à Bertrand IV de Baux les droits de pacage des habitants des Pilles et de Condorcet.
La Peste noire sévit dans les Baronnies à partir de 1347 et revient en 1411 pour perdurer pendant un tiers de siècle. 47 % de la population est décimée. Elle accélère un processus de désertification lié à la rudesse des conditions de travail agricole (terres infertiles, climat) mais aussi d'émigration vers les terres du Comtat, faiblement imposées.
À la suite du Grand schisme d'Occident (1378-1418), la seigneurie est attribuée aux papes d'Avignon.

##### XVesiècle
Une sentence arbitrale de 1400 cherche à mettre fin au conflit entre les communautés d'Aubres et des Pilles : les habitants d'Aubres pouvaient faire pâturer leurs troupeaux sur tout le territoire des Pilles et ceux des Pilles sur la partie orientale d'Aubres sur les deux rives, à l'exception des terres cultivées, vignes, prés, jardins ou vergers. Les peines les plus lourdes établies pour les contrevenants concernaient les vergers.
Le cadastre de 1414, rédigé par Pierre Delphin, juge de Valréas, à la demande des autorités pontificales, dresse un inventaire général des fortunes « destiné à répartir moins arbitrairement les taxes ». Alors qu'il détaille la nature et la superficie des biens cultivés, il ne livre que la liste des propriétaires de maisons, au nombre de 26, ainsi que leur valeur. Ce cadastre indique comporter aussi celui d'Eyroles, également enclave du Pape, qui n'est plus habité à cause des guerres de Raimond de Turenne de la fin de la guerre de Cent Ans méridionale, si bien que les terres, qui s'étendaient jusqu'à l'Eygues et au Bentrix, sont exploitées par les habitants des villages voisins, dont Les Pilles qui les ont "annexées". Le cadastre de 1414 indique pour Les Pilles 18  % de superficie en prés, et 63 % en vigne, sachant que 79% des propriétés font moins de 26 éminées. La tendance viticole s'est maintenue puisqu'en 1830 cette surface est encore de 26 %.
Le moulin des Pilles n'est pas évoqué dans le cadastre de 1414, les biens des nobles n'y étant pas mentionnés, mais il est évoqué lorsque le Recteur du Comtat demande qu'il soit reconstruit à un autre emplacement car il a été complètement détruit par les inondations d'octobre 1342. Un canal d'amenée des eaux depuis le Bentrix est créé, en amont du lieu-dit La Bonté. Longeant le village au-dessus de la Grande rue, il permet d'alimenter les différents moulins et les maisons.
Au cours de la période médiévale, l'église qui exerce les fonctions paroissiales aux Pilles dans le petit diocèse de Sisteron est dédiée à Saint-Marcel. Cette appellation vient sans doute du contrôle de l'évêque de Die, de même que le prieuré d'Aubres qui dépend de Saint-Marcel de Die, monastère de chanoines réguliers. En 1405, Piere Audifred, prieur d'Aubres après avoir été sacriste de Mévouillon quelques années plus tôt, en est recteur. Entourée d'un cimetière, elle est le siège d'un prieuré qui, à la fin du XIIIe siècle, est acquis, comme le prieuré d'Aubres, par l'ordre des chanoines réguliers de l'Abbaye Saint-Ruf de Valence,.
Le diocèse dit de "Val-Bodon" (nom de l'abbaye de Saint-May), rattaché à Sisteron, comporte 37 églises au XIIe siècle. Il forme au XVIe siècle un archiprêtré dont le chef-lieu est Sainte-Jalle, qui répond pour tout le diocèse au synode. L'évêque de Sisteron y exerce sa juridiction jusqu'en 1790. Il compte au XVIIIe siècle deux districts : Saint-Sauveur et Sahune. La paroisse des Pilles, avec ses deux prieurés Saint-Denys et Saint-Marcel appartenant à l'abbaye Saint-Ruf, fait partie de ce dernier.
Des actes passés en 1429 dans "la rue derrière le pont" (retro ponti) laissent penser qu'un pont existe déjà aux Pilles. Un document de 1401 atteste effectivement de la volonté de faire un pont : François Chalancon des Pilles, fils de Marin Chalancon, verse en testament un don à l’œuvre du pont. Ce pont est avéré ensuite, sans doute d'abord en bois puis en pierre.  Les actes de 1429 mentionnent aussi une maison située "au pied du château" (in pede castri) et le village est entouré de murailles. L'actuelle Grande rue est désignée "rue droite".
Le 1er octobre 1497, le pape inféode Les Pilles à la famille Gandellin. Le noble Claude Gandellin, seigneur infoedum des Pilles avec « droit de fournage, passages péages, moulin à blé et à olives » est également coseigneur de Valouse, d’Eyroles et d’Aubres pour le compte du pape. Son fils Pierre le remplace le 1er février 1506, puis Anthoine le 11 novembre 1559, Esprit le 13 décembre 1588 et Alexandre le 12 août 1593.

#### Durant les Guerres de Religion

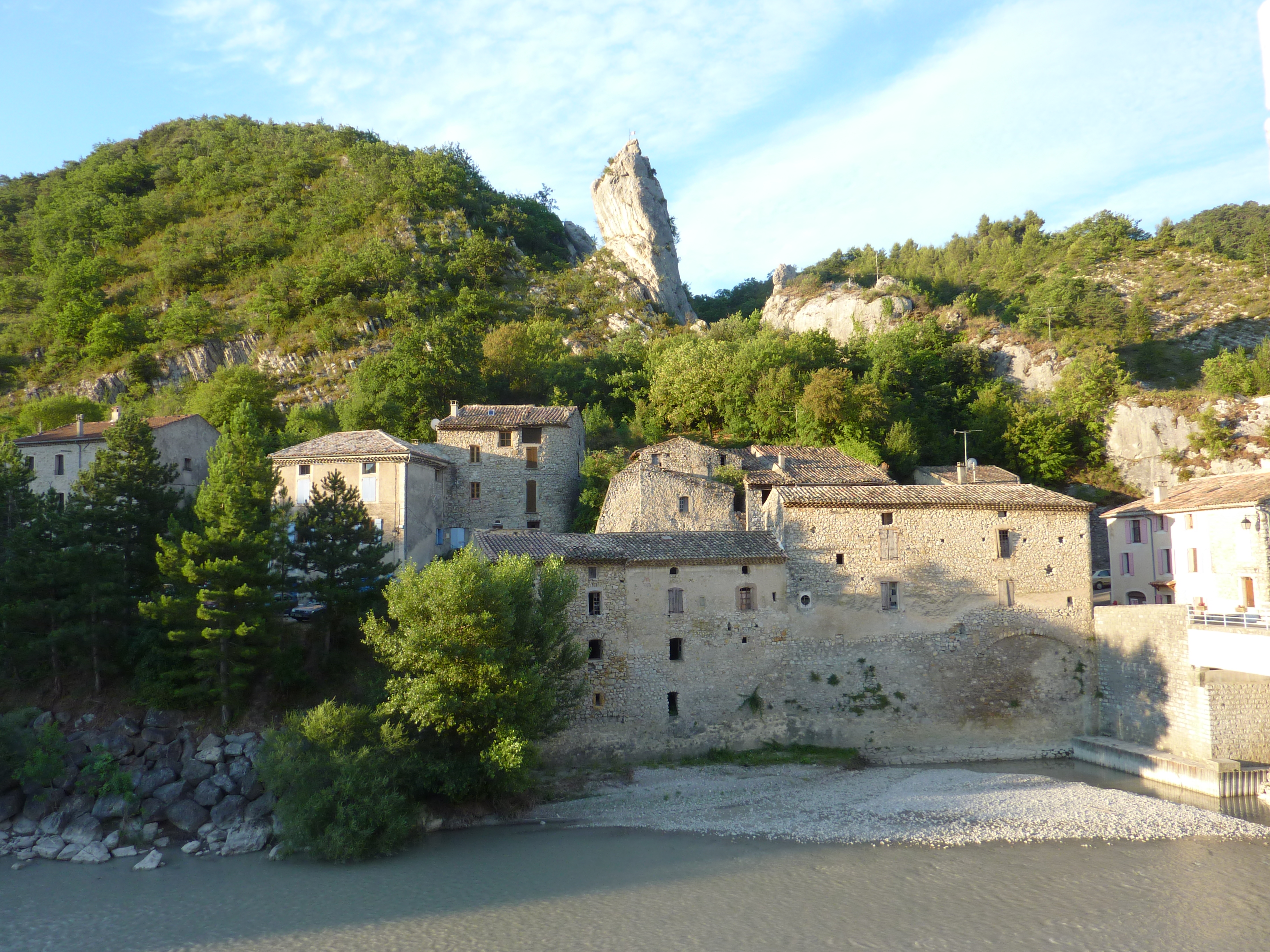
Façade du village rive gauche avec le rocher de l'Aiguille.

Durant les Guerres de Religion (1562-1598), « chaque village, chaque château se met en défense ». En 1563, un régiment protestant se présente avec deux canons devant Les Pilles qui se rend aussitôt mais, selon Jean-François Boudin (Père Justin), tous les habitants sont massacrés. Cet événement n'est pas mentionné dans les histoires du Dauphiné car Les Pilles, Aubres, Valouse et Eyroles sont des enclaves appartenant aux États du Pape. Le pasteur Eugène Arnaud relate cependant la prise à cette date de la garnison catholique des Pilles par le seigneur de Montbrun. Henri Dubled indique que Fabrice Serbelloni, commandant général des troupes pontificales, demande du secours à Honoré de Savoie, comte de Sommerive, gouverneur du Dauphiné en lieu et place du comte de Tende passé à la Réforme, pourvu d'une petite armée, et qu'ils reprennent Caderousse, Châteauneuf-du-Pape et Les Pilles qu'ils incendient.
En 1576, pendant les négociations d’une trêve, les protestants refusent d’évacuer Les Pilles. Ils y consentent finalement moyennant 1 600 livres et la promesse de n’être point inquiétés au sujet de la religion pendant trois mois. Le Père Justin accuse les réformés de Ménerbes, Brantes et Les Pilles d'infractions au traité conclu : « on trouvait fréquemment dans leurs quartiers des cadavres de catholiques pendus aux arbres ou étendus dans les champs ». Une nouvelle trêve comprend une nouvelle fois Brantes et Les Pilles. « Sainte-Croix et Guitard qui y commandaient en sortent au prix de 3 000 écus. Sainte-Croix donne son fils en échange pour sûreté de sa parole ».
En 1577, Colombaud de Puyméras, à la tête de 700 protestants s’empare à nouveau de la place des Pilles qu’on avait négligé de démanteler. Le général du pape, Mattheucci di Sparoso, et le recteur du Comtat, Dominique Grimaldi, s’avancent pour la reprendre ; à leur approche, les soldats se retirent dans le château et s’y défendent vigoureusement. Ils allaient y être forcés lorsqu’une trompette, croyant apercevoir sur la montagne un secours qui venait aux assiégés, sonna la retraite et fit lever le siège. Après la capitulation de Ménerbes et la Paix de Nîmes du 6 novembre 1578 par laquelle le Roi de Navarre Henri III accorde l'amnistie et rend Les Pilles au pape, Colombaud sort des Pilles avec 2 000 livres de gratification pour l'indemniser de ses frais. Après son départ, pour éviter tout nouveau retournement et conformément à l'accord signé, le village est démantelé et son château ruiné.
Durant la huitième et dernière guerre de religion, Les Huguenots occupent à nouveau Les Pilles, Valouse et Eyroles en 1587.
Le 26 décembre 1591, Jean-Louis de Caritat, seigneur de Condorcet, reçoit l'hommage d'Espérit Vingtain des Pilles qui va gérer le four et le moulin de Condorcet

#### Les Fortia-Piles
En 1585, le fief des Pilles échoit par titre de vente à la Maison de Fortia, l’une des plus anciennes familles du royaume d’Aragon, originaire de Catalogne, installée à Montpellier et naturalisée en 1550. La maison se divise en quatre grandes branches : Fortia Chailly, Fortia d'Urban, Fortia de Montréal et Fortia de Piles, qui deviendront les Fortia-Piles. Cette famille façonne le village durant les XVIe et XVIIe siècles.
Marc de Fortia, coseigneur de Caderousse, devient viguier d'Avignon, et est pourvu par le pape de la charge de président de la chambre apostolique. Il s'établit pour cela à Carpentras.
Le 24 septembre 1593, son fils Paul Ier (1559-1621) prête serment et rend hommage pour la seigneurie des Pilles devant Achille Gimmache, prothonotaire du recteur du Comtat Venaissin en vertu d’une procuration pour noble demoiselle Catherine de Perdrix, veuve de noble Esprit Gandellin, et Alexandre de Gandellin, leur fils. Il acquiert en outre la Baronnie de Beaumes en tant que « sieur des Piles » et demande au cardinal Comty d'intervenir pour son investiture auprès de l'évêque d'Orange, recteur du Comtat Venaissin à Carpentras. Il épouse le 17 février 1599 Jeanne de Tholon de Sainte-Jalle dont il aura sept enfants. Paul de Fortia est premier colonel de cavalerie légère en 1591, premier consul d’Aix et procureur général de la province en 1593, gentilhomme ordinaire de la chambre du Roi en 1595, gouverneur de Berre en 1596, capitaine de la galère La Pille et gouverneur du Château d'If en 1598, chargé de fortifier les îles voisines. Il fait ainsi construire le fort de Ratonneau. Henri IV dit de lui : « Monsieur de Piles m’a bien servi ; je connais son ardeur et sa fidélité et je voudrais avoir en mon royaume plusieurs semblables à lui ». Il le fait conseiller d’État d'épée et chevalier de l'Ordre du Saint-Esprit en 1608. Pour préparer la visite du roi, Paul de Fortia fait construire un château sur la rive gauche de l'Auzon, le château de Forville (deforo = hors la ville) mais l'assassinat du roi le prive de cette visite. Il meurt le 26 octobre 1621 et est enseveli dans l'église du château d'If tandis que son cœur est déposé dans l'église collégiale de Beaumes-de-Venise.
Fils de Paul Ier, Pierre-Paul II de Fortia, né en 1600, baron de Beaumes et seigneur de Piles, de Forville et de Coste Chaude, est élevé auprès de Louis XIII, avec le titre d'enfant d'honneur du dauphin, et pourvu à 11 ans d’une compagnie franche au château d’If et de la survivance de tous les gouvernements de son père. Il se distingue en 1621 au siège de Montauban à la tête d'un régiment d'infanterie portant le nom de "Piles" mais y sera enterré vivant par l'explosion d'une mine. Il est sauvé in extremis à la suite de l'ordre donné par le roi de le retrouver. Il participe à la tête de son régiment aux guerres du Languedoc de 1621 à 1629. Il se marie le 15 juin 1627 à Marguerite de Covet de Marignane, fille de Jean-Baptiste de Covet, baron de Trets et de Marignane, conseiller et garde des sceaux du Parlement, dont il aura huit enfants. Lors de la fête donnée au château de Cadenet, assisté de Gaspard de Covet, baron de Bormes, son beau-frère, il tue le 13 juillet 1627 en combat singulier Marc-Antoine de Malherbe qui ne cessait de le provoquer. Celui-ci se référait à des rumeurs antisémites alors que la famille Fortia, dont l'origine catalane nourrissait la calomnie, ne comptait aucun Juif parmi ses aïeux. L'antijudaïsme s'exerçait sur la nouvelle aristocratie provençale, qualifiée de sang jaune, par la vieille noblesse d'épée.
Choqué, son père, le poète François de Malherbe, écrit à ce propos dans un sonnet : « Le vœu de la vengeance est un vœu légitime. Fais que de ton appui je sois fortifié ». Ce ne sera pas le cas car Pierre-Paul II de Fortia devient colonel du régiment de son nom. Il fait le siège de La Rochelle en 1627-1628. En 1635, il remporte la bataille navale des îles d'If et est nommé par Louis XIV maréchal des camps et armées en 1649. Il est nommé commandant à Marseille en 1658. Il meurt le 13 juin 1682 et est inhumé au château d’If.
Fils de Pierre-Paul II, Alexandre est abbé de Piles, prieur de Saint-May et de Rémuzat. De même, l'aîné des fils de Pierre-Paul II, Charles-Bernard, né en 1632, seigneur de Piles, s'occupe de ses terres dans son marquisat de Sainte-Jalle.
Egalement fils de Pierre-Paul II, Paul III, marquis de Piles et seigneur de Coste-Chaude (sur l'actuel Montaulieu), naît en 1633. Il obtient en 1660 le gouvernement du château d'If et des îles de Marseille.
Dernier fils de Pierre-Paul II, Alphonse est marquis de Forville et de Piles. Il obtient les charges de gouverneur et viguier à la mort de son père en 1682. Il est nommé chef d'escadre des galères de France en 1695. Il meurt en 1710 sans postérité.
Louis-Alphonse (1676-1729), fils de Paul III, baron de Beaumes et seigneur de Piles, est gouverneur de Marseille en 1707, et devient chevalier de Saint-Louis et marquis de Piles. Son frère Toussaint de Fortia (1678-1760), dit le « chevalier de Piles », termine sa carrière chef d'escadre des armées navales du Roi, commandeur de l'ordre royal et militaire de Saint-Louis et commandant de la Marine à Marseille.
Petit-fils de Paul III et fils de Louis-Alphonse, Toussaint-Alphonse (1714-1801), est le dernier des Fortia de la branche des barons de Beaumes et marquis de Piles à porter des titres de noblesse avant la Révolution. Il est lui aussi gouverneur-viguier de Marseille et reçoit la croix de Malte. En 1775, le pape Pie VI érige en duché la baronnie de Beaumes. Il quitte dès le lors de titre de marquis de Piles pour prendre celui de duc de Fortia.
Alphonse-Toussaint Joseph de Fortia de Piles (1758-1826), comte de Piles, duc de Fortia, sert en qualité de sous-lieutenant au régiment du roi, infanterie, lorsque la révolution de 1789 amène la dissolution de ce corps. Il est cependant nommé chevalier de Saint-Louis.
En hommage à cette famille, une rue de Marseille située en amont de la capitainerie sur le cours Estienne d'Orves porte le nom de Fortia.

#### XVIIesiècle
Pour acquitter ses dettes considérables à la suite des luttes religieuses, la commune, ruinée, est contrainte en 1592 d'aliéner ses biens et d'établir la banalité des fours et des moulins. En 1664, le froid est si vif que presque tous les oliviers meurent. Quant au seigneur, il titre profit de ses « ramières, marets et jonquas » en les baillant en « emphytéose perpétuelle ».
Les comptes de la communauté au XVIIe siècle témoignent du passage de "bayle" ou "baille" (chef de bergers) qui montre que les Pilles étaient un lieu de passage des troupeaux transhumants. C'est encore vrai dans la deuxième moitié du XXe siècle : les troupeaux s’arrêtaient la nuit dans la "brouve", la ramière en contrebas de la route à l'est du village.
La frontière avec le Dauphiné interdit les transactions foncières de proximité : une vente de terrains situés à Condorcet en 1629 à Jeanne de Tholon, habitante des Pilles, fait l'objet d'un procès en annulation car cela diminuerait le territoire du Roi. Une enquête des commissaires pour la révision des feux du Dauphiné révèle en outre en 1698 que des habitants de Coste Chaude (sur l'actuelle Montaulieu) ne s'acquittent pas de la taille, leurs terres n'étant pas soumises aux obligations du Dauphiné en tant que propriétés du noble des Pilles Paul de Fortia. Il s'ensuit une bataille juridique arguant que ces terres sont légalement pâturées par les bêtes des Pilles depuis une sentence arbitrale de 1415 et que les habitants ont toujours payé les charges du Comtat pour l’avoine et l'entretien de la cavalerie du Pape en Avignon.
Les enclaves comtadines souffrent effectivement d'enclavement. Le 10 septembre 1677, la communauté des Pilles exprime la volonté de « pouvoir librement commercer dans le Dauphiné vu que ledit lieu des Pilles l'y est enclos dedans et qu'il ne peut rien entrer ni sortir qu'en payant les droits ». En 1734, un concordat entre le pape et le roi établit la libre circulation des denrées et marchandises entre le Bas et le Haut Comtat dans les voies empruntées au Dauphiné (à l'exception des soies et des cocons). Cet accord renforce la contrebande (tabac, sel, poudre à tirer, étoffes, livres...) qui représente une ressource non négligeable dans le quotidien des habitants.
Les conflits sont de toute façon très nombreux entre le pape et le roi de France. Henri Dubled rend même compte de trois tentatives d'annexions des États du Comtat situés en Dauphiné par les troupes françaises en 1663, 1688-1689 et 1768-1774.
En 1628, les murailles des Pilles sont restaurées ainsi que deux guérites et le mur encore visible aujourd'hui qui rejoint l'église et la tour du clocher faisant office de beffroi. Le cadastre de 1680 montre que le village est essentiellement implanté en rive droite. Il est limité par trois portes. D'une part, à l'Ouest, "le portail de la Lauze", reliée à la dalle de calcaire tithonien qui lui donne son nom, dispose d'un pont-levis surmontant un fossé. D'autre part, au Sud, la "porte du pont" qui ferme le passage de l'Eygues et surplombe une source d'eau chaude se jetant dans la rivière. Le four banal du village est situé non loin de la tête nord du pont. Enfin, à l'Est, "le portail de la Faurie" dont le nom évoque la présence d'une forge et donc d'un maréchal-ferrant. Le village est ainsi protégé par les défenses naturelles de l'Eygues et de la Lauze tandis qu'un barri (mur de fortification) relié au "château vieux" qui domine le village confronte une dizaine de maisons situées à l'est du quartier de la Coste, au-dessus du "grand chemin", l'actuelle Grande rue.
En 1683, le curé de Cornillac, Jean-Anthoine d'Arnaud, fait équipe avec ses confrères de Cornillon, Anthoine Brunel, et de Saint-May, Jean Combe, pour conclure conjointement un accord avec le prieur de Saint-May, Alexandre de Fortia dit l’Abbé des Pilles, qu’ils rencontrent à la cure de Rémuzat. Les trois curés abandonnent la perception de la dîme et des autres droits qu’ils possédaient sur leur paroisse respective, y préférant le paiement d’honoraires fixes (la portion congrue) par le prieur. La levée par les intéressés eux-mêmes de cet impôt impopulaire ne favorisait guère leurs bonnes relations avec leurs paroissiens. Cependant, en 1686, l'évêque Charles Hervé visite l’église de Cornillon ; il prescrit la fourniture d'une nappe neuve, d'une pierre sacrée, d'une croix et d'un chandelier de bois peint. Revenant six ans plus tard, il constate que ses prescriptions n’ont pas été suivies. La faute n’en revient pas au curé mais au sieur prieur décimateur, Alexandre de Fortia des Pilles.
En 1686, les divisions de l'archiprêtré de Rosanais rangent Les Pilles dans le diocèse de Sisteron. L'église est celle d'un prieuré sous le nom de Nostre-Dame qui dépend de l'abbaye Saint-Ruf de Valence et dont les dîmes appartiennent au prieur, qui présente à la cure.
En 1697, un conflit oppose les habitants des Pilles et la communauté de Condorcet, qui concerne la Manche des Pilles, terrains situés dans les lieux-dits (toujours nommés ainsi) Laubarié et Rastellet. De nouvelles limites sont précisées dans un acte liant les deux communes en 1695. Cependant, le conflit porte sur la collecte de l'impôt par le seigneur des Pilles auprès des habitants de Condorcet y ayant des terrains. Le 18 septembre 1700, lors des vendanges, le châtelain des Pilles, Estienne Barjavel, fait mettre en séquestre le raisin. Inversement, le 17 juin 1703, la communauté des Pilles, avec Jacques Tardieu comme châtelain, rend compte de la demande de capitation faite par la communauté de Condorcet pour les habitants des Pilles ayant des terres sur le territoire de Condorcet. Des accords semblent trouvés par la suite.

#### XVIIIesiècle
Jusqu'en 1790, Les Pilles sont une paroisse du Comtat Venaissin, judicature de Valréas et dépendant du diocèse de Sisteron. Cependant, son territoire étant - comme celui d'Aubres - partagé entre le Dauphiné et le Comtat, le curé, également chargé d'Eyroles et de Valouse, obéissait chaque mois et alternativement aux ordres d'un évêque différent.
Dans le Comtat, le mur de la peste, célèbre barrière de protection sanitaire, est construit en 1721. Lors des dernières séquelles de la maladie en 1722, après deux ans de difficultés sans nombre, les habitants des Pilles interdisent le passage à ceux de Cornillon qui veulent descendre à Nyons. Il a fallu faire porter une lettre à Grenoble pour arranger les choses.
En 1730, la communauté accepte le prix fait (devis) de Jean Liothier, maçon des Pilles, pour la construction d'un pont sur le valat de la Combe en rive gauche de 3 cannes et demie sur 11 pas, pour le prix de 120 livres. A la faveur de son statut fiscal avantageux lié à sa situation d'enclave, la commune gagne en population, des "étrangers" venant y commercer. Le village s'étend ainsi entre l'Eygues et le "grand chemin", aux abords du portail de la Faurie, ainsi qu'à l'Est et à l'Ouest, sur les territoires de Condorcet et d'Aubres.
C'est au milieu du XVIIIe siècle que s'établit la sériciculture dont l'exportation de cocons constituera comme dans tout le canton une activité importante. Les baux de fermage comportent donc les vers à soie comme celui que Jean-François Ravoux des Pilles signe le 9 janvier 1797 avec Jean-François Sibourg pour des terres de Condorcet, devant le notaire "public" Maître Gilbert des Pilles qui a pris le relais de Joseph-Jean-Baptiste Long, juge de paix à Condorcet.
Dans le Comtat, en dehors de la taille, aucun impôt direct ou indirect n’est perçu au profit du souverain, contrairement aux lourdes taxes du royaume de France. À ne pas confondre avec les taxes perçues par le seigneur. Aux Pilles, les cabarets sont ainsi imposés, à l'année ou bien lors de la Foire.
Dans les premières décennies du XVIIIe siècle, la contrebande du tabac atteint de telles proportions qu'en 1734, par accord avec le Pape, la culture du tabac est totalement interdite dans les terres du Saint-Siège. Mais pour le sel, les négociations, mesures et menaces se poursuivent pendant tout le siècle. Le sel y est débité à un prix trois fois inférieur à celui que les fermiers du roi pratiquent en France grâce à leur monopole et aucune solution n'est trouvée pour juguler une petite contrebande qui aide ou fait vivre beaucoup de monde, notamment aux Pilles. Seule l'annexion du Comtat à la Révolution réglera le problème.
Les délibérations du XVIIIe siècle citent souvent les dommages causés à l'église par la proximité du canal du moulin à blé banal, au point de créer un conflit avec la hiérarchie ecclésiastique. Le 16 septembre 1729, l'évêque de Sisteron, lors de sa visite pastorale, émet une sentence à l'intention des consuls des Pilles exigeant que le moulin qui jouxte l'église soit déplacé dans un délai de six mois en raison du bruit qu'il provoque durant les offices. L’archiprêtre et officiel du Valben constatant en octobre 1731 que rien n'a été fait, il interdit à Jean-Pierre Bonnefoy, prieur et curé des Pilles, d'y célébrer la messe tant que la sentence n'est pas exécutée. La communauté décide alors de déléguer un messager auprès de la Comtesse Dusse à Carpentras pour qu'elle envoie un prieur de Beaumes pour résoudre le problème.La communauté doit en outre intervenir pour réaménager les chemins qui sont régulièrement emportés par les inondations. L'entretien du pont est un souci constant.
Le 5 octobre 1743, la seigneurie est vendue pour 13 000 livres aux Andrée de Rainoard, coseigneurs de Venasque et Saint-Didier, habitant à Carpentras,.
Le 2 octobre 1771, François Hélène de Caritat, comte de Condorcet, achète pour 22 000 livres la seigneurie des Pilles à Claire Thérèse Malachie Aldonce Duplessis, sœur du peintre Joseph-Siffred Duplessis, veuve de Paul Félix Xavier d’Andrée, fils de Paul François d’Andrée qui l'avait achetée à Fortia des Pilles. La vente reprend les mêmes termes que celle de 1743 : « le fief, terre et seigneurie des Pilles, avec haute moyenne et basse justice, les coseigneuries d'Aubres et de La Bastie Coste Chaude et la manche du Colombier terroir de Condorcet ».
La chapelle Saint-Denis est construite en rive gauche dans le quartier dit "de la bourgade", grâce à de nombreux legs au XVIIIe siècle. En 1789, à la suite d'une requête du grand vicaire de Sisteron à la confrérie de Valréas en raison de l'éloignement du centre du diocèse, est établie dans cette chapelle une confrérie de Pénitents Blancs, : 21 Pénitents pour une commune de 500 âmes. Elle ne survit pas aux mesures antireligieuses de la période révolutionnaire. Quant à la chapelle Saint-Denis, en ruines, elle est détruite dans les années 1960 pour faire un parking.

##### La famille Tardieu
Laurent Tardieu, né à St-Férréol, se fixe aux Pilles en épousant Peyronne Barjavel dont il aura plusieurs enfants dont Jacques (rameau du Colombier) vers 1670, qui sera bourgeois et châtelain des Pilles, et Louis, qui sera bourgeois et négociant aux Pilles, et dont le souvenir est ineffable dans le village : par son testament du 14 juin 1745, devant Jean-Louis Barjavel notaire, il fonde le bureau de charité ou de bienfaisance des Pilles ainsi que l’œuvre des écoliers pauvres de ce bourg. Ce legs comporte également une rente de 18 livres pour le maître d’école. En 1789, le bureau possède ainsi grâce à Louis Tardieu 21 000 livres de capital.
Au XVIIIe siècle, les nobles, perpétuellement à court d'argent, vendent peu à peu, par morceaux, fiefs et droits seigneuriaux, à des familles bourgeoises enrichies. Jacques Tardieu achète en juin  1736 à Fortia des Pilles le hameau de Saint-Aubanet (actuellement à Montaulieu) et en juillet celui du Colombier (actuellement à Condorcet), tandis que le 8 mai 1742, Jacques et Laurent Tardieu, père et fils, achètent à Toussaint-Alphonse de Fortia des Pilles « les moulins a bled et gros grains banaux avec les meules, engins, le droit de mouture, le four banal à cuire le pain, le moulin à huile banal » pour 10 500 livres.
Certains membres de la famille s'affirment socialement. Laurent Jacques Louis Tardieu de Toulonne, né le 6 juillet 1771 aux Pilles et mort à Nyons le 22 janvier 1821, est nommé officier au régiment de Chartres. Jean Tardieu de Saint-Aubanet naît au château du Colombier des Pilles, et sera seigneur de Saint-Aubanet. Il épouse Catherine-Thérèse Brotin le 29 avril 1734 à Dieulefit, la fille du notaire Jean-Louis Brotin. Dans leurs neufs enfants, nés aux Pilles, on trouve notamment Jean François Laurent Tardieu de Saint-Aubanet, né le 22 mai 1743 et décédé le 12 mars 1805 aux Pilles, qui est avocat à Valréas.
Son fils Jean Gabriel Alexandre Tardieu de Saint-Aubanet, né le 22 mars 1781, sert sous le Premier Empire et la Restauration. Il est dès l'âge de 23 ans vélite des grenadiers à pied de la garde impériale. Il prend part à la grande bataille d'Austerlitz en 1805, et reçoit la Légion d'honneur après Friedland (1807). Il devient lieutenant en premier au régiment des grenadiers à pied de la vieille garde durant la campagne d’Espagne. En 1814, il participe à la campagne de Russie (1812), puis est blessé au siège de Paris (1814). Il reçoit le titre de baron de Louis XVIII et a pour mission lors de la Révolution de juillet 1830 de protéger Charles X détrôné à son embarquement à Cherbourg. Colonel puis maréchal de camp, il est nommé général de brigade à la suite de ses hauts faits au siège d'Anvers de 1832. Il meurt à Amiens en 1864. Il avait épousé Julie Parenty (de Calais), dont il eut Charles Tardieu de Saint Aubanet (1827-1902) qui démissionne comme lieutenant de vaisseau en 1858 et sera un agent de renseignements français mêlé à diverses affaires délicates.
Les Tardieu restés sur place détiennent le pouvoir local. Si le seigneur revendique son droit de "haute et basse justice", les affaires courantes sont gérées par les consuls de la communauté, supervisés par le viguier ou le châtelain qui est un office vénal, secondé par un lieutenant. Ces deux derniers représentent le seigneur. Les Caritat de Condorcet nomment Tardieu comme procureur pour l'exercice de la justice dont ils sont toujours détenteurs en tant que seigneurs.
Dans les registres des Archives départementales dédiés aux « Cours et juridictions d'Ancien Régime », pour la commune des Pilles à partir de 1778, il existe une « cour baronnale » (cour seigneuriale) dont le juge est alors François Xavier Tardieu du Colombier, docteur en droit, avocat,. Il tient cet office, jusqu’en 1782 de François Hélène de Caritat, qualifié de « baron des Pilles ». Tardieu, dont le cadastre de 1791 à Condorcet indique qu'il est propriétaire d'un bâtiment magnanerie et écurie « près Les Pilles » (le grand bâtiment aujourd'hui situé derrière le restaurant "La Charrette bleue") est ensuite remplacé par noble Armand Souchon, viguier et châtelain des Pilles.

### De la Révolution à nos jours

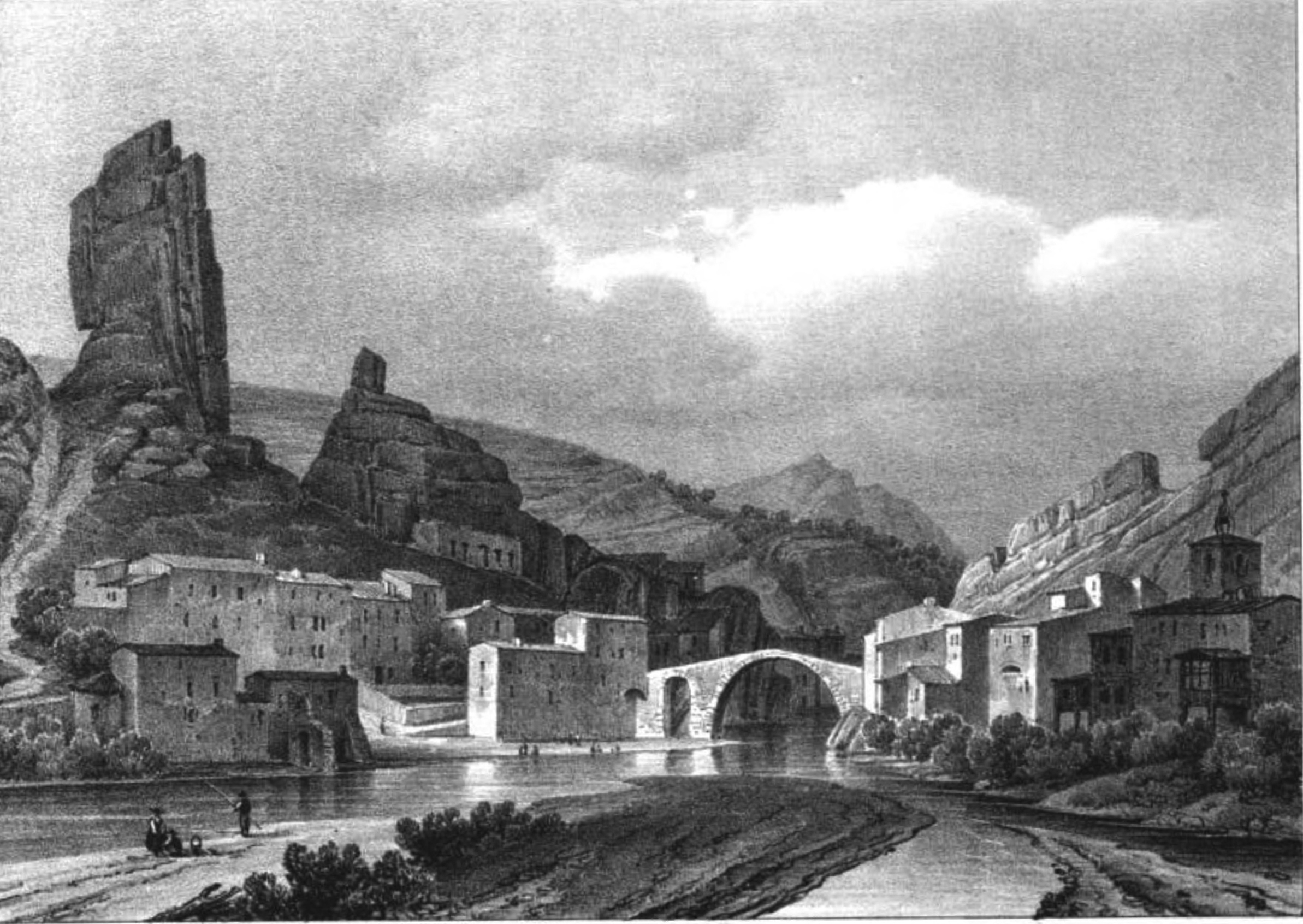
Les Pilles au XIXe siècle, par Alexandre Debelle (1805-1897).

En 1789, la paroisse comtadine de Les Pilles, « Clef des Baronnies au Moyen-Âge », avec quelque 600 habitants sur un petit territoire, appartient à la judicature de Valréas et au diocèse de Sisteron. Son église est celle d'un prieuré de l'abbaye Saint-Ruf de Valence dont les dîmes appartiennent au prieur qui présente à la cure.
Les 18 et 25 juillet 1790, les citoyens actifs du village peuvent voter pour la première fois. Ils élisent le maire : Félix Fer, cinq officiers municipaux et douze notables. Comme les autres habitants du Comtois, les Pillois rédigent un cahier de doléance qui insiste sur la question du prieur et sur celle des droits seigneuriaux. La nouvelle municipalité obtient effectivement la démission du prieur dominicain, Payan de la Baume, accusé de paresse, d'ignorance du culte et d'injures envers les paroissiens. Elle doit aussi intervenir dans le conflit opposant la population au sieur Tardieu du Colombier, auquel elle est redevable des droits seigneuriaux depuis 1742 (redevances pour l'utilisation des terres et banalités : obligation de moudre le grain dans le moulin et cuire le pain dans le four banal). Après intervention d'un commissaire, conformément à l'abolition des privilèges, les banalités sont abolies, et un syndicat est créé pour faire le partage des terrains et graviers. C'est ainsi que naît l'Association Syndicale Agricole des Tuilières qui existe encore aujourd'hui. Elle met en place une irrigation par gravitation sous la forme d'un réseau de canaux sur les trente hectares de terre concernés en bord de rivière.
Les Valréassiens s'opposant aux Avignonnais sur le rattachement du Comtat à la France, appelé de ses vœux par Robespierre, et le conflit s'aggravant en un affrontement armé, les Pillois sont invités à voter le 30 juillet 1791 pour ou contre comme les 71 autres communautés. 54 s'étant déclarées favorables contre 18, l'Assemblée Nationale le décrète le 14 septembre 1791. Les Pillois habilités avaient voté pour par 111 voix contre une. Ils modifiaient ainsi leur position précédente puisqu'ils avaient accordé le 12 novembre 1789 leur soutien à l'Assemblée ordinaire du Comtat qui s'était opposé à la motion de rattachement déposée par Charles François Bouche, député de la Provence, puis avaient participé à l'Union de Sainte-Cécile qui fédérait les communautés favorables à la tutelle pontificale, rendant de nouveau hommage au pape le 20 mars 1791. On peut attribuer ce revirement à un désir de paix après les conflits et à la progression des idées révolutionnaires françaises.
En 1790, le comité de surveillance des Pilles place Alexandre Flavien, ordonné prêtre en 1775, sur la liste des émigrés dont les biens doivent être séquestrés.
Incorporée à la France en 1792, Les Pilles sont d'abord comprises dans le département de Vaucluse.
En 1793, elle est attribuée au département de la Drôme tout comme les anciennes enclaves des Baronnies (Aubres, Eyroles, Valouse). Elle entre alors dans la composition du canton de Rousset qui devient, en 1797, le canton de Condorcet. La réorganisation de l'an VIII (1799-1800) la place dans le canton de Nyons.
Alors que le chômage sévit, que les déserteurs causent des troubles et que le pain manque, les réquisitions se multiplient. Les Pilles doivent ainsi en Ventôse an IV (février 1796) fournir 95 quintaux de foin et 70 de paille.

#### XIXesiècle
En 1807, la paroisse des Pilles a le titre de succursale avec Aubres et Châteauneuf-de-Bordette comme annexes.
La nouvelle Constitution du 22 frimaire an VIII (13 Décembre 1799), après le Coup d'État de Bonaparte, remplace le district par l'arrondissement. Créé en 1800, regroupant 18 communes sur une superficie de 31 757 hectares, le Canton de Nyons fait partie de l'arrondissement administratif de Nyons et de la circonscription électorale de Montélimar-Nyons. Selon Jacques Toesca, le Premier Empire ne fut pas populaire dans le Nyonsais et, à la chute de l'empereur, ce fut « une explosion de joie dans toutes les Baronnies : la cocarde blanche reparut aussitôt ». Mais les soubresauts politiques du XIXe siècle n'eurent que peu d'écho localement, même si une opinion libérale ou républicaine se développait. Un rapport de police de 1870 indique ainsi qu'il y a quelques Républicains aux Pilles. L'arrondissement de Nyons reste cependant selon François Goguel « un petit îlot curieusement demeuré catholique et conservateur dans cette région méridionale conquise par le radicalisme ».
En octobre 1871 cependant, une majorité républicaine s'affirme lors de l'élection du Conseil général, ainsi que pour les élections législatives de 1876, faisant du Nyonsais un « canton républicain ». Mais Les Pilles vote radical à l'élection cantonale de 1898, puis à la législative de 1902.
La loi du 28 juin 1833 organisant l'instruction primaire stipule que chaque commune doit avoir son école publique, gratuite pour les enfants pauvres. Le 25 novembre 1881, la maison d'éducation de Nyons devient officiellement un collège communal dans l'Académie de Grenoble, avec une cinquantaine d'élèves.
En 1840, énorme chantier, la plupart des façades de la Grande rue des Pilles sont détruites et reconstruites en retrait dans le cadre des travaux d'alignement de la route royale 94 pour que la route ait une largeur suffisante. Or, le trafic se fait via un passage voûté sous le clocher de l'église, lequel relie la maison commune et l'église paroissiale. Attachés à leur clocher datant de 1734, les Pillois s'opposent vigoureusement à sa destruction conseillée par une commission de sécurité diligentée par les Ponts et Chaussées et qui devait se faire aux frais de la commune de 507 âmes. Malgré leur pétition, le clocher est démoli en 1844. La commune refuse de payer les frais, qui seront finalement pris en charge par l'État.
La destruction du clocher et de ses pieds-droits massifs enlève au mur du midi ses plus puissants contreforts pour équilibrer la poussée de la voûte de l'église, laquelle n'est plus utilisable. Le curé et l'évêché ainsi que la commune font là encore appel à l'État et l'église Saint-Marcellin est construite selon le devis de 1859 d'un montant de 22 525 francs auxquels il faut ajouter 10 000 francs pour l'acquisition des maisons pour son emplacement. La nouvelle église est achevée en 1879. Le toit de son clocher s'envole lors d'une tempête en 1925.
La Société plâtrière du midi (1838-1851), dirigée par Paul Laboissière, exploite notamment plusieurs sites d’extraction de gypse sur Condorcet. Il choisit d’implanter les moulins et l’entrepôt à l’est du village des Pilles, le long de la route impériale, mais à 300 mètres des fours. Les deux sites sont reliés par le canal destiné à l’alimentation du moulin à blé des Pilles. De part et d’autre des deux rives du canal sont installés deux rails qui permettent à des wagonnets remplis de gypse cuit, de rejoindre, en pente douce, les moulins et l’entrepôt (actuellement visible en sortie Est du village). Paul Laboissière acquiert en 1840 une vaste maison dans la Grande rue du village des Pilles pour loger les ouvriers, mais il emploie surtout des journaliers : les tableaux de recensement de la commune des Pilles ne mentionnent ainsi que deux « mineurs » en 1851, Étienne Damps et Constant Arnaud.  La plupart du plâtre produit est destiné à l’agriculture, mais l’entreprise est moins profitable qu’il ne l’espérait au départ. La dissolution de la société est prononcée le 5 septembre 1848 et sera définitive en 1851.
Les vergers dominent dans l'activité agricole : pruniers, poiriers, abricotiers, cerisiers. On vend des prunes et des amandes que l'on fait sécher. Jusqu'à la fin du XIXe siècle, les seuls engrais employés sont le fumier animal et les grignons. L'éducation des vers à soie se développe, permettant la vente de cocons. Les Pilles comportent un moulinage. Les oliviers permettent la commercialisation d'huile. La vente des agneaux apporte un complément. La Foire des Pilles du 11 novembre permet d'acheter les dindes, dindons et autres volatiles prévus pour les fêtes de Noël. Alors que l'effort de guerre interdit tout investissement durant le Premier Empire, l'achèvement de la route nationale n°94 en 1837 désenclave la commune.

##### Conflits de territoire
En mai 1861, les 18 chefs de famille vivant au faubourg des Pilles rédigent une pétition demandant leur rattachement aux Pilles. Cette partie du village située en aval du rocher (et aujourd'hui du tunnel rue du Portail) fait en effet partie de la commune d'Aubres dont le chef-lieu est situé à trois kilomètres. Le contentieux est ancien : au XVIIIe siècle, les habitants de ce quartier refusent de payer les impôts royaux auxquels les Aubrois sont soumis par la possession indivise de leur territoire entre le roi de France et le Comtat Venaissin du pape en se disant dépendants des Pilles qui ne relève que du Comtat. De même, en 1801, les 32 habitants du quartier de la Lauze, qui utilisent l'école et l'église des Pilles, et sont presque tous originaires des Pilles, refusent de payer leur contribution à Aubres.
En mai 1861, les 18 habitants chefs de famille vivant au "faubourg" rédigent une pétition unanimes, insistant sur l'éloignement d'Aubres pour les actes d'état civil et pour les inhumations. La délibération municipale des Pilles du 8 décembre 1861 reprend tous ces arguments et y ajoute le fait que l'autorité locale de police n'a pas le pouvoir de surveiller cette partie du village, notamment les cabarets et cafés qui s'y sont installés. Le conseil municipal d'Aubres conteste tous les motifs et l'affaire reste en instance jusqu'à 1864 où le préfet décide le rattachement, notamment en raison du maintien de l'ordre public, en situant la limite à 900 mètres des maisons du faubourg et non la frontière revendiquée par Les Pilles qui aurait fait perdre 90 hectares sur les meilleurs terrains.
Les Pilles ne gagnent pas seulement du territoire à l'ouest. En 1864, le maire de Condorcet regrette dans des délibérations et courriers que lors de l'élaboration des cadastres en 1824, Les Pilles auraient récupéré sans son accord la portion de territoire de Condorcet où se déroule la Foire des Pilles. Il est vrai que « en raison de ses contraintes spatiales fortes, les habitants des Pilles ne purent développer leur village qu'en modifiant et densifiant leur espace ». Au cours du XIXe siècle, le quartier de "la Côte", au-dessus de l’Église, disparaît cependant progressivement en raison de son caractère très pentu. Il passe d'une centaine d'habitants en 1851 à 14 en 1911.

#### XXesiècle
Lors du recensement de 1911, Les Pilles comptent 453 habitants, essentiellement actifs dans l'agriculture, la sériciculture, les mines de baryte, de plomb argentifère et de gypse à plâtre de Condorcet, le commerce et l'artisanat. La commune dispose d'une des neuf succursales de mutualité agricole du canton.

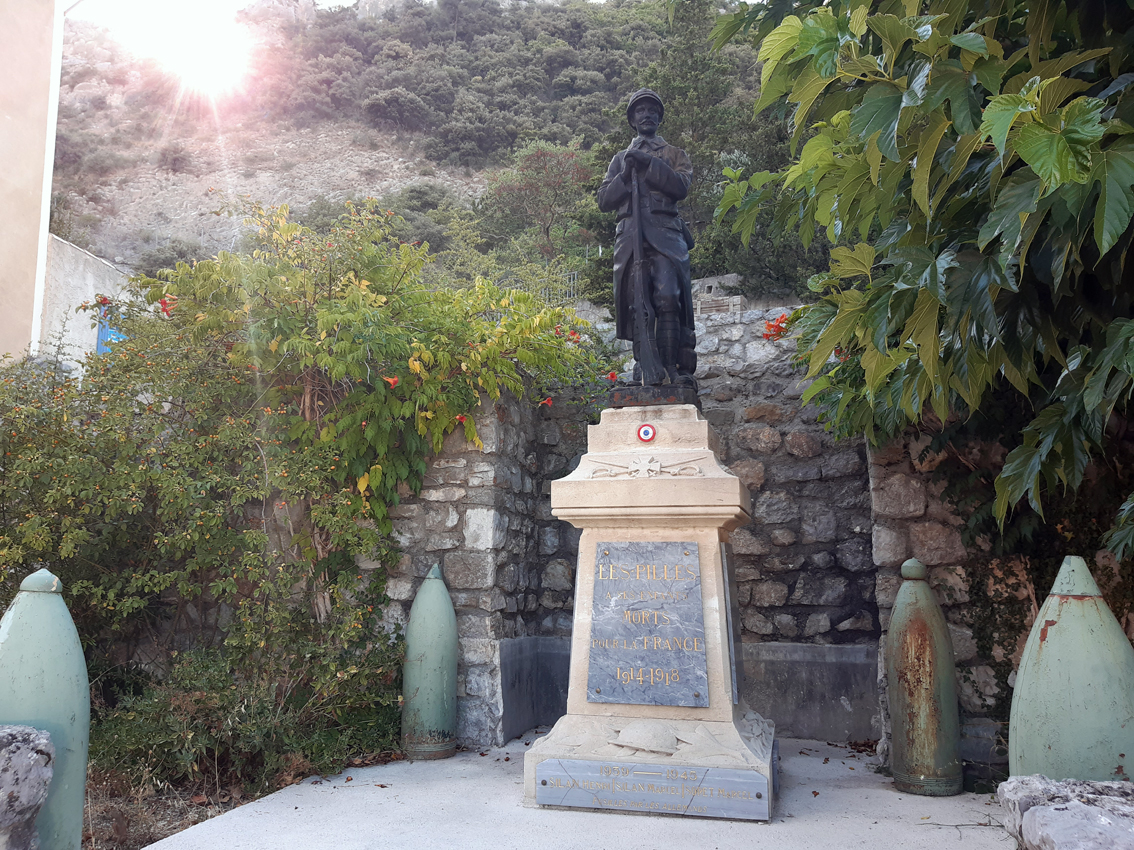
Le monument aux morts.

Pendant la Première Guerre mondiale, sur 84 « poilus », 15 résidents et 7 expatriés nés aux Pilles ont perdu la vie sur les champs de bataille tandis que d'autres sont revenus blessés ou gazés. En 2019, le monument aux morts est éloigné de la route et placé, rénové, au débouché est de la Grande Rue.
Le recensement de 1920 compte 303 habitants. Alors que le Café du Progrès avait fermé à Aubres, ses habitants venaient aux Pilles où il y en avait deux. On y allait aussi jouer aux boules. En l'absence de salle à Aubres, les représentations théâtrales organisées par le curé Laxagueborde se tenaient le dimanche dans la remise du père Vial à côté de l'école.

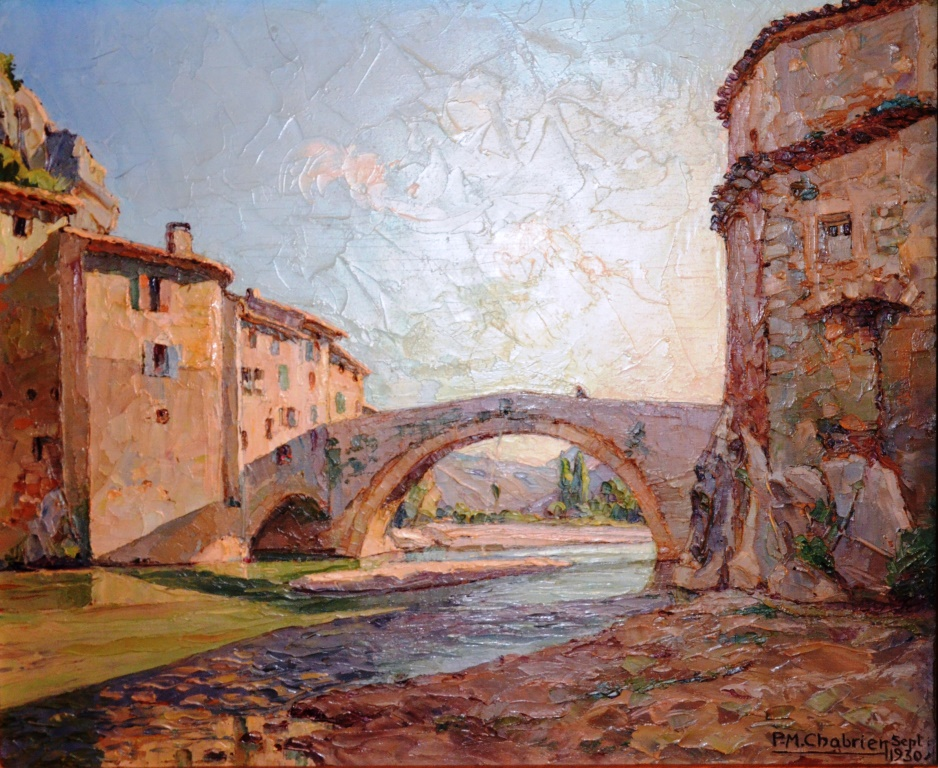
tableau de Paul Marcel Chabrier, 1930.

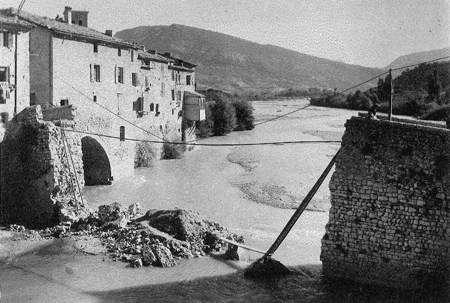
Le pont des Pilles après le 13 juin 1944.

En 1944, c'est l'abbé Guix des Pilles qui assure la liaison entre le maquis de Saint-Pons (Condorcet) partiellement replié sur Aubres avec celui de Châteauneuf-de-Bordette. Un mur antichar en béton est réalisé par le maquis à la sortie des Pilles, mais peu efficace :  il est en béton et « le premier char qui est passé l’a cassé ». Les maquisards montent tous les soirs passer la nuit sur la montagne d'Autuche. Leur PC est à la poste des Pilles et la remise de Jeannot Gondouin leur sert de réfectoire. Celui-ci tient la principale épicerie aux Pilles, et continue à assurer avec son père Fleury les tournées avoisinantes en camion, le paiement se faisant avec les cartes de rationnement.
Le pont roman, de belle facture, est supposé remplacer un pont en bois et dater du XVe siècle comme celui de Nyons auquel il ressemble beaucoup (inauguré par l'évêque de Vaison-la-Romaine en 1409) mais une étude récente de Robert Gleize sur sa forme le rattache à l'époque moderne plutôt qu'à l'époque médiévale. Sa technique ingénieuse (rotation de l'ellipse autour de son centre pour compenser la dissymétrie entre l'intrados et l'extrados) est en effet différente de celui de Nyons. Il est détruit le 13 juin 1944 par une charge d'explosif de la Résistance nyonsaise, officiellement pour gêner la progression d'une éventuelle colonne ennemie. Il s'agit d'éviter de nouveaux fusillés après ceux de Valréas (53 morts) et de Taulignan (30 morts) le 12 juin et parce que les unités FTP se seraient repliées aux Pilles. Tenue au courant, la mairie prévient les habitants pour qu'ils laissent leurs fenêtres ouvertes et qu'elles ne soient pas soufflées. Navrés, ils se massent pour voir l'événement sans en comprendre l'objectif, car, vu son étroitesse renforcée par des bornes protégeant le parapet, on imagine mal un véhicule militaire pouvoir le franchir,. Il est de même inadapté aux attelages agricoles qui gagnent en largeur, ce qui peut constituer une raison de sa destruction. Certaines familles s'étaient mises à l'abri pour quelques jours. Les habitants financent et confectionnent alors une passerelle en bois, d'abord pour piétons puis horizontale, en attendant la construction du pont actuel qui est inauguré en 1949,,, tandis qu'il faut attendre 1972 pour la construction du pont de l'Europe et du tunnel des Rieux à Nyons, 1983 pour le pont d'Aubres et 2006 pour le pont des Baronnies à l'Ouest de Nyons.

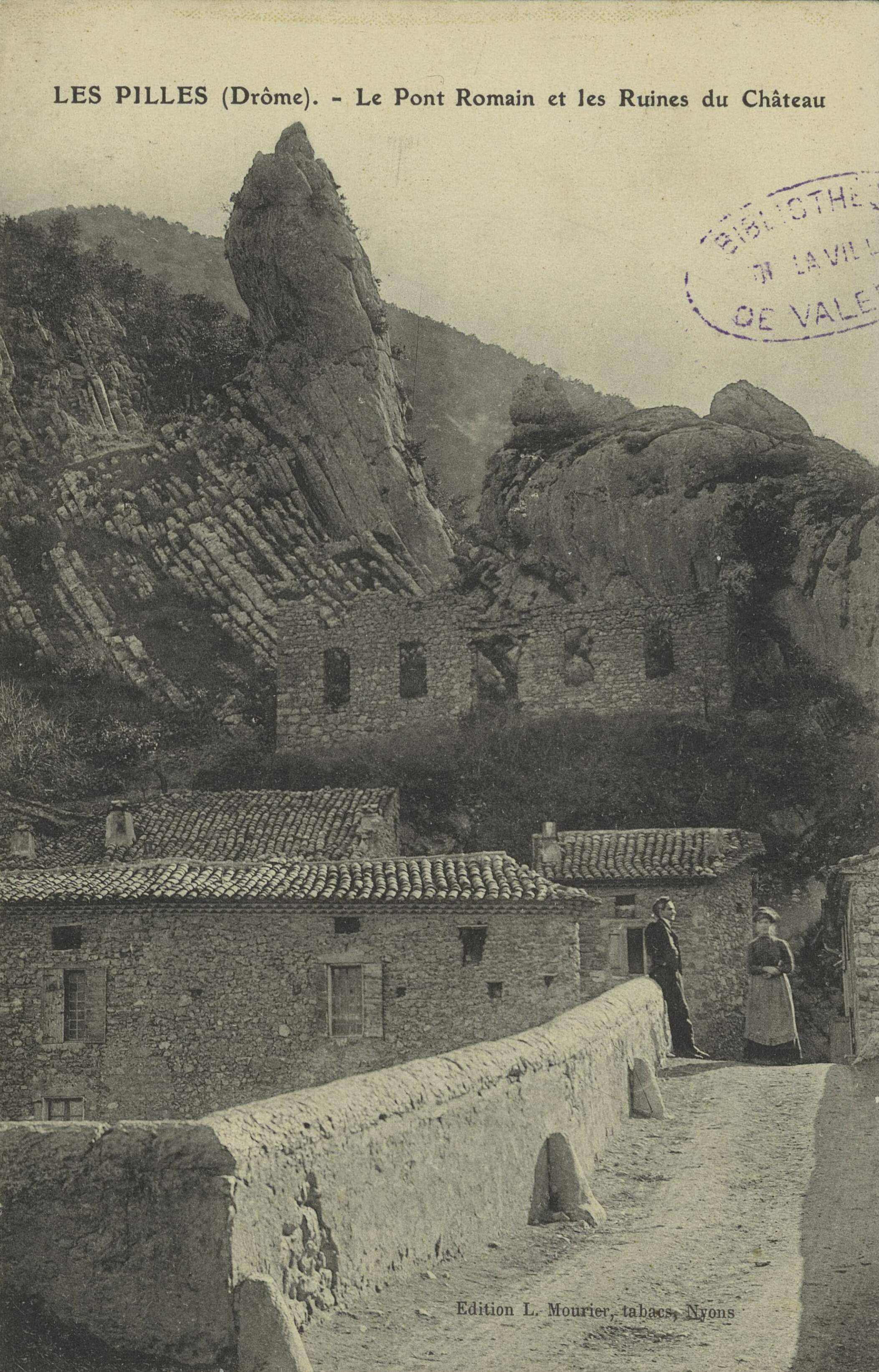
Le pont roman.
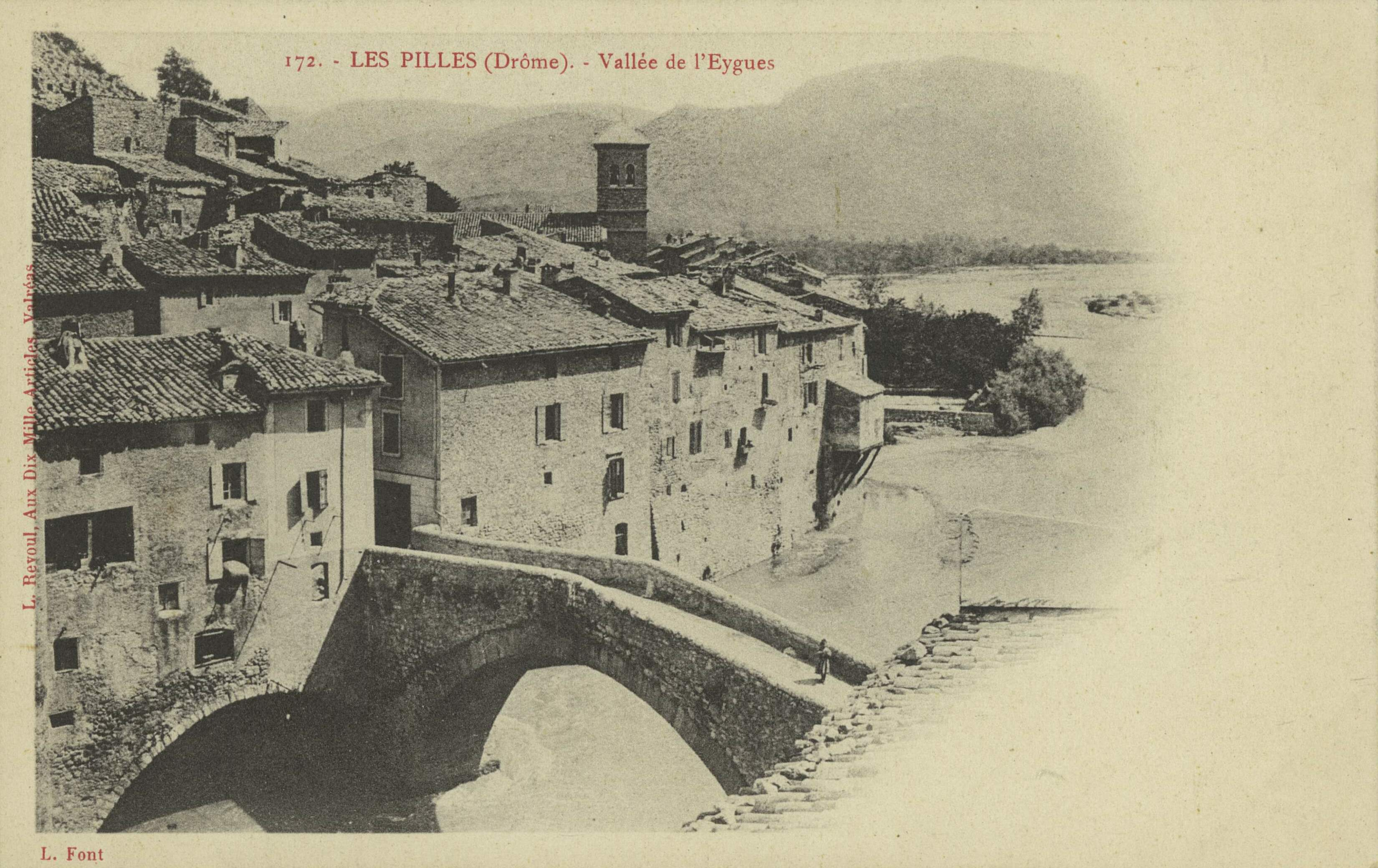
Pont roman et rive droite.
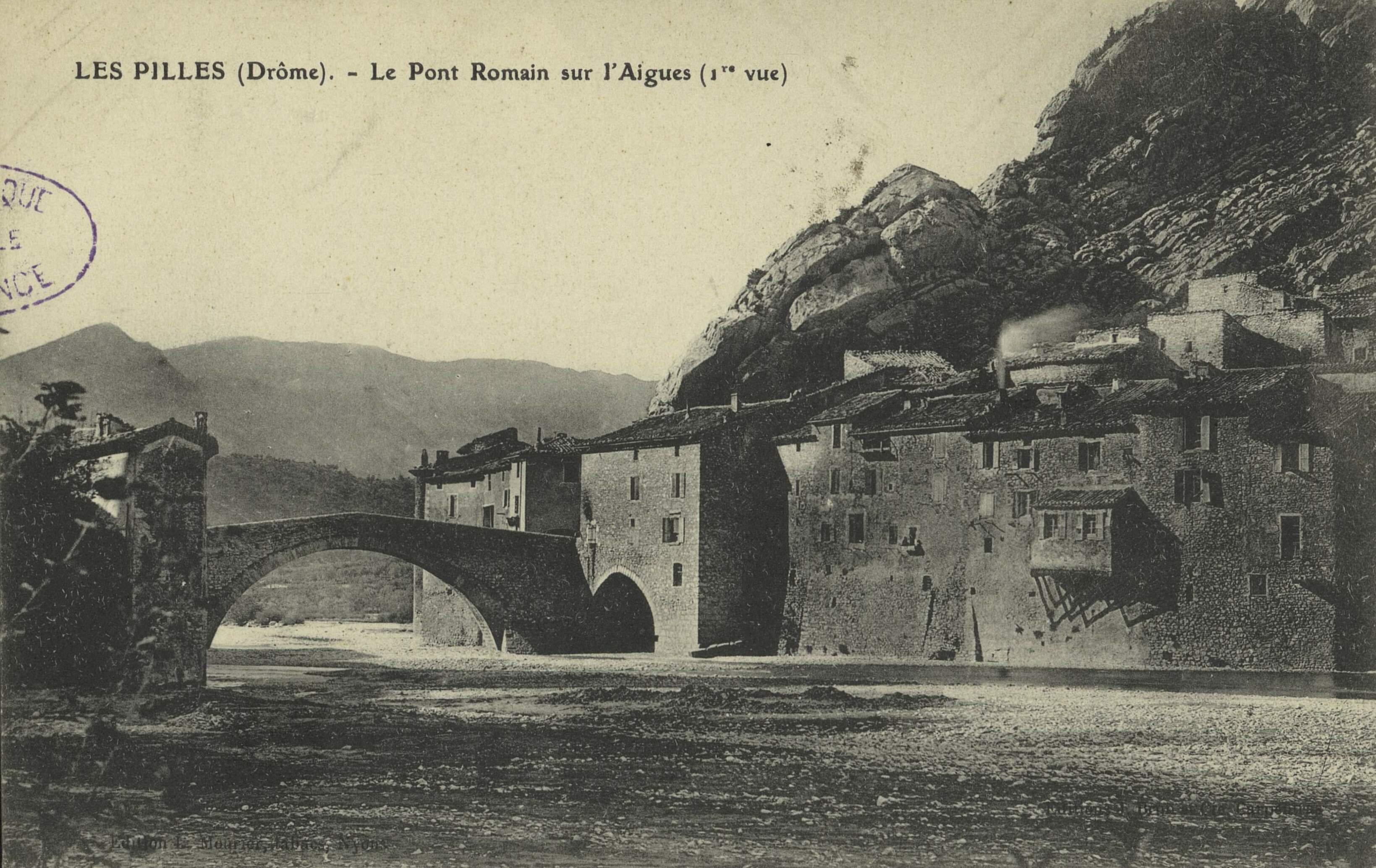
Pont roman et rive droite.

L'espace communal ne permettant pas de développer davantage l'agriculture, les Pillois se sont spécialisés dans des activités artisanales s'adressant aussi aux villages avoisinants mais qui vont décliner : drapier, cardeur à laine, cordonnier, tuilier, marbrier, charron, maréchal-ferrant, forgeron, tailleur, menuisier, bourrelier... La proximité du centre urbain de Nyons concurrence peu à peu les commerces et les services : marchand de machines agricoles, marchand d'étoffes, scierie, deux boucheries, trois cafés et trois épiceries boulangeries... A la Foire de la Saint-Martin le 11 novembre on trouve notamment des châtaignes et des sabots. Quant aux épiciers Gondoin, Fleury et son fils Jeannot, ils font les tournées avec leur camionnette jusqu'en 1973, échangeant des denrées contre les tommes de chèvre qu'ils transforment en de réputés picodons.
En 1975, pour résoudre le problème de la circulation lié à l'étroitesse de la Grande Rue du village, un projet de destruction de l'ensemble des maisons riveraines de l'Eygues voit le jour qui déclenche une vive réaction des habitants. Plus tard, le projet de tunnel actuel voit le jour mais est vivement critiquée car une partie du village comportant l'école, l'auberge et la mairie reste sur la route et ses dangers. Une solution alternative est étudiée et défendue par l'Association pour le Renouveau pillois (L'Estranbord por lou Pialou)  présidée par Michel Tache (qui sera élu maire de 1989 à 2014). Elle propose d'éviter complètement le village en faisant passer la route en corniche à travers un tunnel plus long. En février 1982, une manifestation est organisée conjointement par cette association, l'association des entrepreneurs locaux et l'association DECOR, avec tracteurs et procession jusqu'à Nyons où les délégués rencontrent le sous-préfet pour appuyer cette solution. Un sondage auprès des habitants lui donne la faveur (100 personnes sur 165) mais le commissaire enquêteur la juge dangereuse au stade de l'exécution et de l'utilisation, des roches et matériaux pouvant dévaler en contrebas vers les maisons d'habitation. Le « tunnel court » en bout de rue du Portail, moins onéreux, est finalement retenu par le Conseil général et inauguré en 1987, entraînant la destruction de plusieurs maisons et de l'épicerie-boulangerie du village, et ne résolvant que partiellement le problème de circulation.
Le fonds de commerce de la seule épicerie du village, tenue par le couple Gondouin, avait été repris par l'association pour le Développement des Communautés rurales (DECOR) en 1976. Elle y adjoint en 1978 une coopérative d'alimentation saine, L'Eclat de riz, qui se développe en SARL tout en lançant de multiples animations dans les différentes salles du grand bâtiment.
Après la démolition pour la construction du tunnel, elle est relogée rue des Déportés à Nyons tandis que la boulangerie biologique artisanale, Le Pain d'épi, qu'elle a également créée, est déplacée à côté de la Coopérative agricole à l'Est du territoire communal, à 1 700 mètres du village, et enregistrée à la chambre des métiers en février 1984. Le village ne retrouve qu'en 2012 une épicerie-station service, en remplacement du garage Clément, mais elle fait faillite en 2024. Le fonds de commerce est repris la même année par une nouvelle boulangerie bio, L’Atelier du pain, également présente sur Vaison-la-Romaine. Juste en face, l'Estanco, magasin de producteurs biologiques locaux,  a été créé en juillet 2016.
En 1990, l'écroulement soudain de maisons délabrées dans la Grande rue du côté rivière libère l'espace pour aménager la halle couverte qui sert aujourd'hui de centre du village, espace de jeux et de rencontres où se déroulent les événements festifs. Après études et recherche de financement, les travaux sont réalisés en 1997 pour un montant de 320 820 francs.
En 2018, des ralentisseurs et une chicane sont aménagés rue du Portail, ainsi qu'aux entrées du village en rive gauche, pour réduire la vitesse des véhicules.

## Politique et administration

### Tendances politiques et résultats
L'étude de Thomas Piketty et Julia Cagé montre pour Les Pilles que depuis 1848 la commune vote nettement plus à gauche et moins à droite que la moyenne nationale, avec un taux de participation largement plus élevé, sachant que le revenu par habitant se détériore face au revenu moyen des Français, que l'âge moyen dépasse depuis 2008 la moyenne nationale, que le nombre de propriétaires est légèrement supérieur, de même pour le nombre de diplômés du supérieur, le pourcentage d'ouvriers et employés et le taux de personnes de nationalité étrangère.

### Administration municipale
Le conseil municipal comporte 11 membres. Les services techniques sont assurés par deux employés et le secrétariat par deux secrétaires.

### Liste des maires
Source (jusqu'en 2014-2020) : Les maires des Pilles de la Révolution à nos jours.
| Période                                                                      | Période                     | Identité                         | Étiquette | Qualité                                             |
| ---------------------------------------------------------------------------- | --------------------------- | -------------------------------- | --------- | --------------------------------------------------- |
| Les données manquantes sont à compléter. : de la Révolution au Second Empire |                             |                                  |           |                                                     |
| 1789                                                                         | 1789                        | Louis Bourgeaud                  |           |                                                     |
| 1790                                                                         | 1792                        | Félix Fer                        |           |                                                     |
| 1792 (janv.)                                                                 | 1792 (juill.)               | mr. Chamoux                      |           |                                                     |
| 1792                                                                         | an 3                        | mr. Lapène                       |           |                                                     |
| an 3                                                                         | an 8                        | ?                                |           |                                                     |
| an 8                                                                         | an 11                       | Pierre Urbain Gilbert            |           | notaire                                             |
| an 12                                                                        | an 12                       | Jean-Baptiste Coullet            |           |                                                     |
| 1806                                                                         | 1808                        | Constantin Fer                   |           | propriétaire                                        |
| 1808                                                                         | 1810                        | Jean-Louis Chamoux               |           | propriétaire                                        |
| 1810                                                                         | 1812                        | Jean-Louis Fer dit Duclaux       |           | cultivateur                                         |
| 1812                                                                         | 1816                        | Jacques Arnaud ou Armand Souchon |           | médecin                                             |
| 1816                                                                         | 1817                        | Jean-Louis Fer dit Duclaux       |           | cultivateur                                         |
| 1817                                                                         | 1819                        | Pierre Urbain Gilbert            |           |                                                     |
| 1819                                                                         | 1819                        | Justin Tardieu de Saint Aubanet  |           | propriétaire                                        |
| 1820                                                                         | 1821                        | Jean-Louis Bertrand              |           |                                                     |
| 1821                                                                         | 1822                        | Joseph Bourgeaud                 |           |                                                     |
| 1822                                                                         | 1836                        | Urbain Gilbert                   |           |                                                     |
| 1836                                                                         | 1847                        | Xavier Barre                     |           | propriétaire                                        |
| 1847                                                                         | 1848                        | Pierre Paul Ferdinand Bremond    |           |                                                     |
| 1848                                                                         | 1860                        | Joseph Guiminel                  |           |                                                     |
| 1860                                                                         | 1870                        | Ferdinand Bremond                |           | notaire                                             |
| 1870                                                                         | 1871                        | Félicien Monier                  |           |                                                     |
| Les données manquantes sont à compléter. : depuis la fin du Second Empire    |                             |                                  |           |                                                     |
| 1871                                                                         | 1874                        | Félicien Monier                  |           |                                                     |
| 1874                                                                         | 1882                        | Léon Gielly                      |           |                                                     |
| 1882 (élection ?)                                                            | 1892                        | Camille Guiminel                 |           |                                                     |
| 1892                                                                         | 1900                        | Léon Gielly                      |           |                                                     |
| 1900                                                                         | 1938                        | Henri Vial                       |           | négociant                                           |
| 1938 (élection ?)                                                            | 1977                        | Louis Bonnefoy                   |           | cultivateur                                         |
| 1977                                                                         | 1989                        | Raymond Gielly                   |           | cultivateur                                         |
| 1989                                                                         | 2014                        | Michel Tache                     | DVG       | professeur d'arts plastiques                        |
| 2014                                                                         | 2020                        | André Balandreau                 | DVG       | chef d’entreprise                                   |
| 2020                                                                         | En cours (au 10 avril 2023) | Philippe Ledésert,               |           | responsable pédagogique dans une école d'ingénieurs |

### Rattachements administratifs et électoraux
La commune fait partie de la Communauté de communes des Baronnies en Drôme Provençale.
Pour les élections législatives, la commune faisait partie du Canton de Nyons avant mars 2015 ; depuis elle est dans la Troisième circonscription de la Drôme.

### Politique environnementale

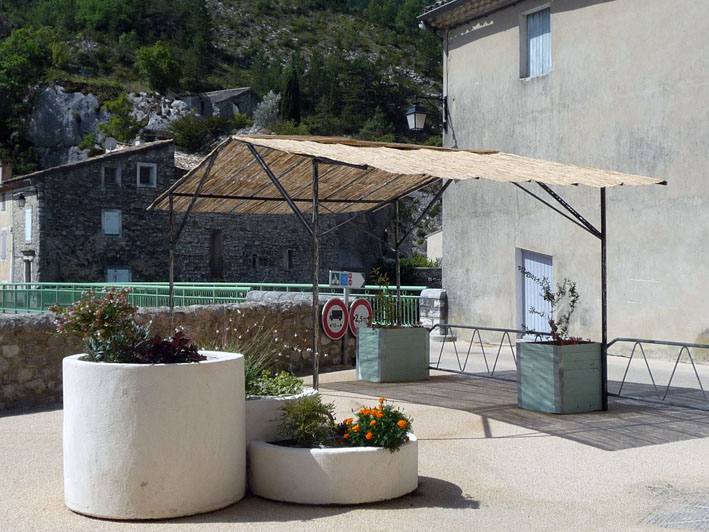
Sur la place du pont, une fontaine réalisée à partir de matériaux récupérés.

Une station d'épuration écologique groupant les effluves des Pilles et de Condorcet est réalisée en 2014-2015 avec la pose des canalisations correspondantes sur les deux communes. Jusque-là, Les Pilles n'avaient pas de système d'assainissement,.
À la suite d'un sondage positif auprès des habitants en 2018, l'éclairage public est éteint la nuit selon des horaires modulables (0h30 à 6h30 en été et 11h30 à 6h30 en hiver). Le même sondage a donné une majorité pour la sonnerie des cloches, laquelle a été restaurée par l'association Les Pilles, Histoire et Patrimoine, mais des riverains proches de l'église s'y étant opposé, elles ne sonnent que le test de tocsin à midi le premier mercredi de chaque mois et pour les événements religieux.
La généralisation de l'éclairage public en LED en 2022 permet également des économies d'énergie.
Le toit de l'école d'Aubres-Les Pilles est couvert de panneaux photovoltaïques : cette production d'électricité permet de rembourser l'emprunt contracté pour la construction du bâtiment. Cette installation a pris feu à la suite d'un orage, mais fut ensuite réparée.
Pour remplacer le système de canaux d'irrigation par gravitation sur la zone agricole des Tuilières et répondre aux demandes de l'Agence de l'eau, l'Association Syndicale Agricole qui regroupe l'ensemble des propriétaires a réalisé un forage permettant d'alimenter en eau sous pression l'ensemble des parcelles de la zone et pérenniser ainsi l'accès à l'eau.

### Finances locales
La commune dispose pour ses projets d'un autofinancement annuel de l'ordre de 30 000 euros. Les comptes sont publiés annuellement dans les délibérations municipales lisibles sur le site des Pilles et consultables en mairie.

### Jumelages
Pas de jumelage.

## Population et société

### Démographie
L'évolution du nombre d'habitants est connue à travers les recensements de la population effectués dans la commune depuis 1793. Pour les communes de moins de 10 000 habitants, une enquête de recensement portant sur toute la population est réalisée tous les cinq ans, les populations de référence des années intermédiaires étant quant à elles estimées par interpolation ou extrapolation. Pour la commune, le premier recensement exhaustif entrant dans le cadre du nouveau dispositif a été réalisé en 2007.

En 2022, la commune comptait 225 habitants, en évolution de −8,54 % par rapport à 2016 (Drôme : +2,64 %, France hors Mayotte : +2,11 %).
| 1793 | 1800 | 1806 | 1821 | 1831 | 1836 | 1841 | 1846 | 1851 |
| ---- | ---- | ---- | ---- | ---- | ---- | ---- | ---- | ---- |
| 557  | 561  | 619  | 661  | 617  | 558  | 600  | 621  | 575  |

| 1856 | 1861 | 1866 | 1872 | 1876 | 1881 | 1886 | 1891 | 1896 |
| ---- | ---- | ---- | ---- | ---- | ---- | ---- | ---- | ---- |
| 565  | 558  | 631  | 602  | 581  | 540  | 499  | 465  | 434  |

| 1901 | 1906 | 1911 | 1921 | 1926 | 1931 | 1936 | 1946 | 1954 |
| ---- | ---- | ---- | ---- | ---- | ---- | ---- | ---- | ---- |
| 448  | 453  | 391  | 303  | 282  | 253  | 210  | 210  | 177  |

| 1962 | 1968 | 1975 | 1982 | 1990 | 1999 | 2006 | 2007 | 2012 |
| ---- | ---- | ---- | ---- | ---- | ---- | ---- | ---- | ---- |
| 203  | 213  | 157  | 167  | 213  | 226  | 249  | 252  | 248  |

| 2017 | 2022 | - | - | - | - | - | - | - |
| ---- | ---- | - | - | - | - | - | - | - |
| 246  | 225  | - | - | - | - | - | - | - |

### Enseignement
La commune relève de l'académie de Grenoble. L'école primaire des Pilles a été fusionnée avec celle d'Aubres dans un nouveau bâtiment situé à Aubres, qui a ouvert en 2011. Elle est collectivement financée et gérée par les deux communes.
La micro-crèche A petits pas installée dans l'ancienne école des Pilles a été ouverte le 30 novembre 2015.

### Santé
Un défibrillateur est disponible à l'entrée de la mairie.

### Manifestations culturelles et festivités
- Fête votive du comité des fêtes : bal et buffet le troisième samedi de juillet[247].
- Le festival de nouveau cirque Pilles sous les étoiles de l'association Cyrk Nop a lieu tous les deux ans au mois d'avril. Il se déroule dans et autour du chapiteau de l'école de cirque, sur la place de la Jardinière[248].
- L'association D.E.M. Népal, organise chaque année au moment de Noël une vente d'artisanat népalais au profit de ses actions[249].

### Loisirs
Le Club 3e âge le Cigalou se réunit tous les jeudis dans la salle polyvalente. Ses activités vont de jeux de belote à des repas festifs et voyages organisés.
Issu d'une initiative citoyenne depuis 2011, l'association Les Pilanthropes anime un café associatif géré de façon collective et bénévole : rencontres conviviales avec service à l'assiette le jeudi soir, expositions, concerts, lectures, projections, conférences, débats ou autres spectacles le samedi soir le plus souvent, ainsi que des ateliers, ou animations culturelles, ludiques et festives ponctuelles. D'abord situé au rez-de-chaussée de l’école des Pilles jusqu'à l'installation de la micro-crèche, le café mène ses activités salle des associations au rez-de-chaussée d'un bâtiment communal en face de la Halle en milieu de village, à la suite de travaux financés par la Mairie et réalisés de 2015 à 2017 par des bénévoles,.
L'atelier du Chouchalout, propose des conférences, des ateliers de développement personnel comme de la sophrologie, des concerts,.

### Sports
- Randonnée : 1 900 km de sentiers de randonnées pédestres et VTT sont fléchés dans la Communauté de communes des Baronnies en Drôme Provençale. Aux Pilles, un chemin balisé part du chemin de Trolepuy rue de la Combe (rive gauche) pour gravir la montagne d'Autuche et revenir par le chemin d'Autuche et le chemin de la Marseille[252].

La voie douce Au fil de l'Eygues est un itinéraire de promenades de 30 kilomètres et peut s’emprunter à pied ou en vélo.

### Médias
L'association DECOR (pour le DEveloppement des COmmunautés Rurales, créée en 1977 pour sauver l'épicerie du village et en faire un lieu d'animation) présidée par Olivier Barlet gère le média citoyen Ensemble ici qui organise le partage d'informations sur toutes les Baronnies.

### Cultes
Depuis le décès de l'Abbé Bayle en 1999, dont le jubilé sacerdotal avait été célébré en 1990, le village n'a plus de curé résident. Des messes sont parfois célébrées dans l'église Saint-Marcellin ainsi que les mariages, baptêmes et funérailles. Des expositions y sont également organisées et la crèche de Noël installée dans le cadre des circuits de crèche en crèche.

## Économie
L'économie des Pilles est essentiellement agricole et de services.
L'entrepôt de trois grands bâtiments situés à l'entrée est du village est une ancienne usine à plâtre : le gypse était transporté depuis les carrières du quartier des Gipières à Condorcet par petits wagonnets sur une voie ferrée parallèle au canal qui amenait l'eau nécessaire à la fabrication du plâtre. Ce canal  puisait dans le Bentrix en amont du lieu-dit La Bonté et alimentait également les magnaneries et les roues à aubes des moulins du village, jusqu'à, traversant la Grande rue en souterrain, la roue à aubes située sur l'actuelle parcelle 770. Il est aujourd'hui coupé par le tunnel et largement écroulé.
En 1992, on note des pâturages (ovins, caprins), vergers et vignes avec comme produit local réputé le fromage le picodon. Aujourd'hui, l'économie agricole tourne autour du maraîchage et des vergers dans la zone de l'Association syndicale agricole des Tuilières où des espaces tests agricoles gérés par la Communauté de communes des Baronnies permettent l'installation de jeunes agriculteurs.
La commercialisation se fait notamment à la boulangerie biologique Le Pain d'Épi à côté de la Coopérative vinicole route de Gap dans la partie est du village ou au magasin de producteurs biologiques L'Estanco et à l'épicerie-station service Votre marché située en face à la sortie ouest.
De mai à octobre, un marché de producteurs locaux est organisé sur la place de l'Olivier en sortie est du village le lundi de 17 à 19 h par l'association Pilles Au Marché qui y gère la buvette et convie des animations.
Au XIXe siècle et jusque dans les années 1960, une foire agricole draine toute la région aux Pilles à la Saint-Martin le 11 novembre. L'association Les Pilles, Histoire et Patrimoine la fait revivre avec succès de 2015 à 2019 en se centrant sur les plantes à parfum, aromatiques et médicinales. Elle a été interrompue du fait de l'épidémie de covid-19 et aujourd'hui remplacée par une fête en fin de saison de marché des producteurs.

### Tourisme
- Des gîtes, auberge, chambres d'hôte et logements de vacances se trouvent sur la commune[263].

### Emploi
Diversifiée, l'activité économique de la commune génère jusqu'à une soixantaine d'emplois selon les saisons chez les agriculteurs, les artisans, les entrepreneurs de maçonnerie, la cave coopérative, la boulangerie ou l'Auberge. Les associations sont elles-mêmes employeuses.

## Culture locale et patrimoine

### Lieux et monuments
Église Saint-Marcellin des Pilles. Sur le devant de l'autel apparaissent la tiare pontificale et les clés de Saint Pierre.
- Façades des maisons bordant l'Eygues, dominées par des rochers (site inscrit selon la loi de 1930)[16].
- Le rocher enchaîné, en face du pont sur la rive droite : des blocs de dizaines de tonnes en surplomb sur les maisons[264]. Trois chaînes sont visibles qui en relient deux, dont les scellements ont été faits au plomb, sans doute comme témoins permettant de s'assurer que les roches restent stables.
- Le trou de l'argent faux, situé non loin de la guérite visible sur la crête du massif de la Lauze sur la rive droite, était investi par des faux monnayeurs à l'abri des regards. Il s'agit d'une grotte avec au moins deux issues, l'une vers Condorcet, l'autre vers le Pont des Pilles. Les fausses pièces qui ont été trouvées[265] sont en étain trempé dans un bain d'argent pour faire plus vrai (on les mordait pour les démasquer). Elles semblent avoir été fabriquées sous la monarchie de Juillet[266]. La guérite aurait servi aux soldats pour surprendre les contrebandiers qui essayaient de traverser l'Eygues sans payer les taxes en vigueur[264]. La douane se trouvait dans un bâtiment juste en face de l'église.
- Un vieux mur (barri) montant vers la guérite indique la frontière entre le Dauphiné et le Comtat Venaissin[181].
- Les vestiges d'une grande demeure, dont la fonction historique n'est pas encore établie, sont visibles en face depuis le pont sur la rive gauche, au pied du rocher de l'Aiguille[267], pic surmonté d'un drapeau girouette[264].
- Au XVIIe siècle, le garde champêtre et sergent « fermait » le village pour le protéger la nuit des brigands. De grandes portes étaient verrouillées chaque soir dont une au niveau le plus étroit dans le tournant de la Grande rue, d’où le nom de quartier du Portail[268]. On pouvait en voir avant les travaux du tunnel[269] les gonds ancrés dans le rocher[264].
- À l'extrémité est de la zone agricole des Tullières, un monument a été érigé en contrebas de la digue (côté rivière) en mémoire de l'assistant Joubert (le grade d'assistant correspondait à celui d'adjudant) qui encadrait l'organisation paramilitaire des Chantiers de la jeunesse française. Ayant voulu se baigner par forte chaleur, il s'est noyé en 1943 dans le tourbillon que l'Eygues formait à cet endroit mais cela paraît étonnant pour un bon nageur[270].
- L'Eygues franchit cinq défilés pour se frayer un chemin. C'est aux Pilles que c'est le plus impressionnant, comme l'écrit Raoul Blanchard : « Le thithonique dégringole dans le thalweg en rochers escarpés et bizarres, semblables à des menhirs se poursuivant sur une pente »[271].

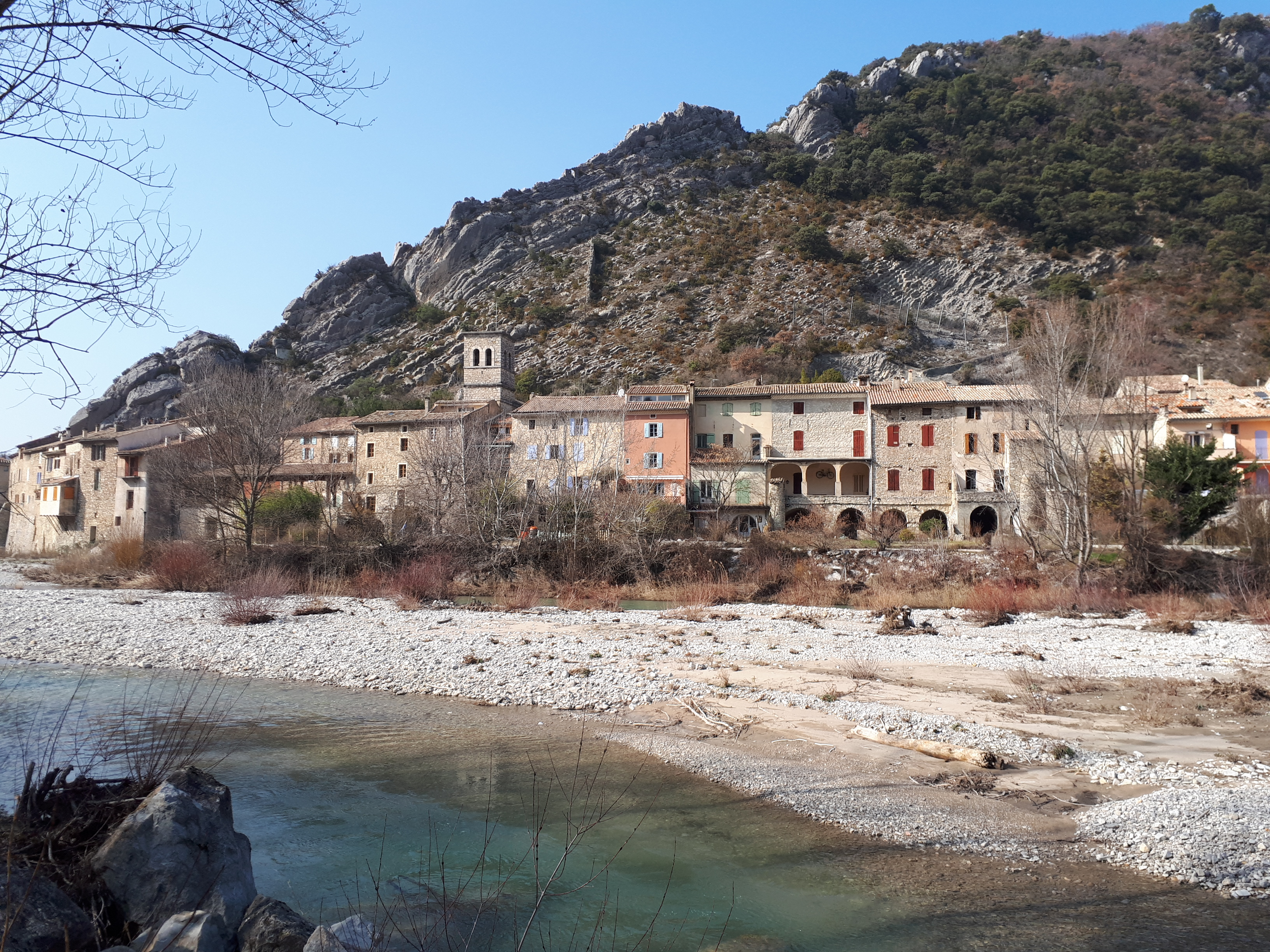
La façade des Pilles rive droite.
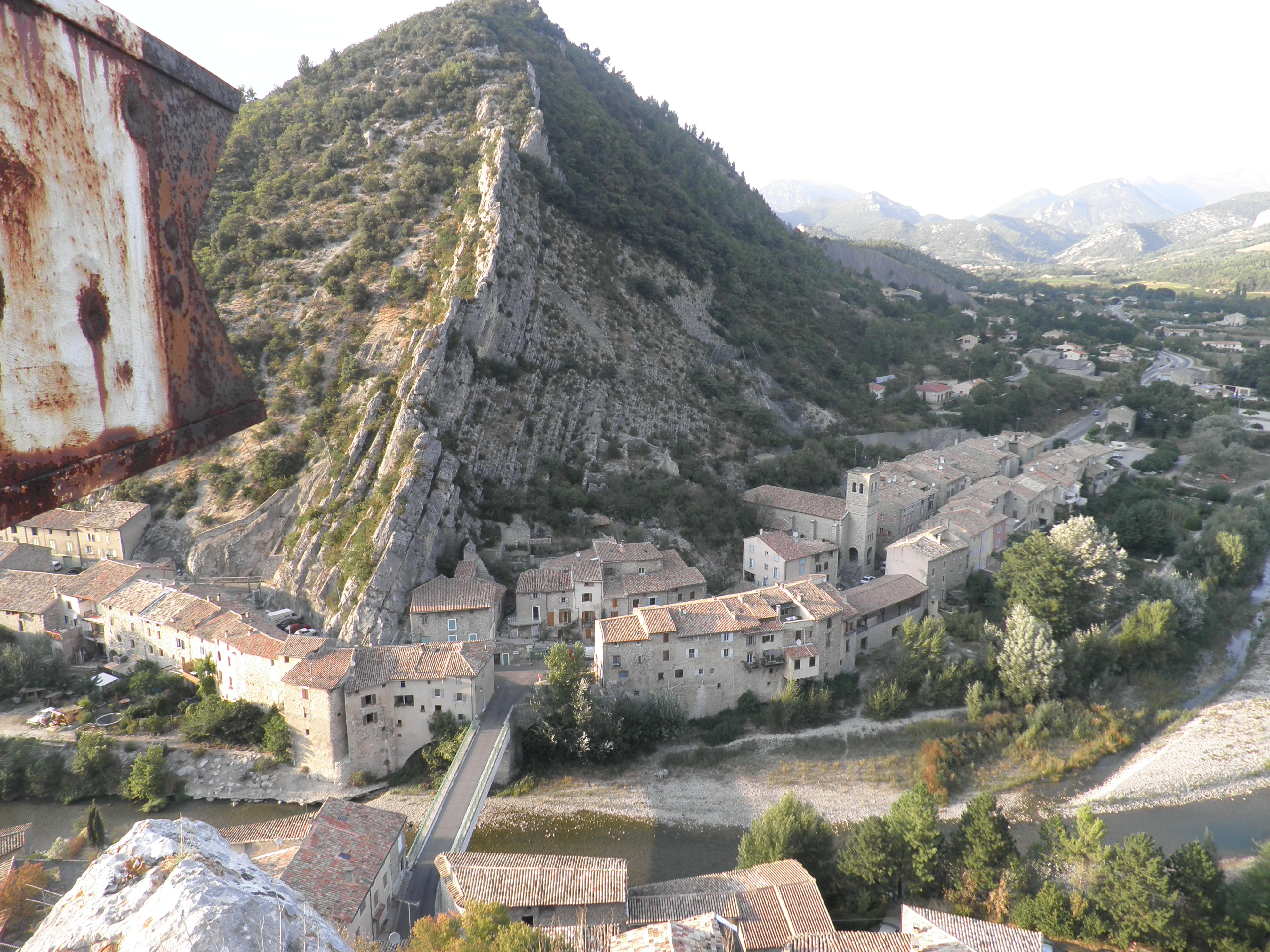
Depuis le rocher de l'Aiguille, le massif de la Lauze.
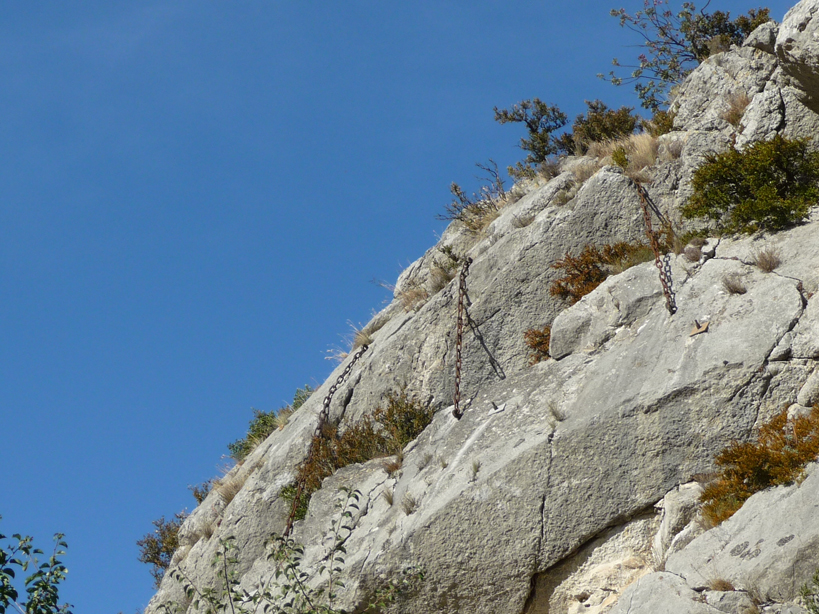
Le rocher enchaîné.
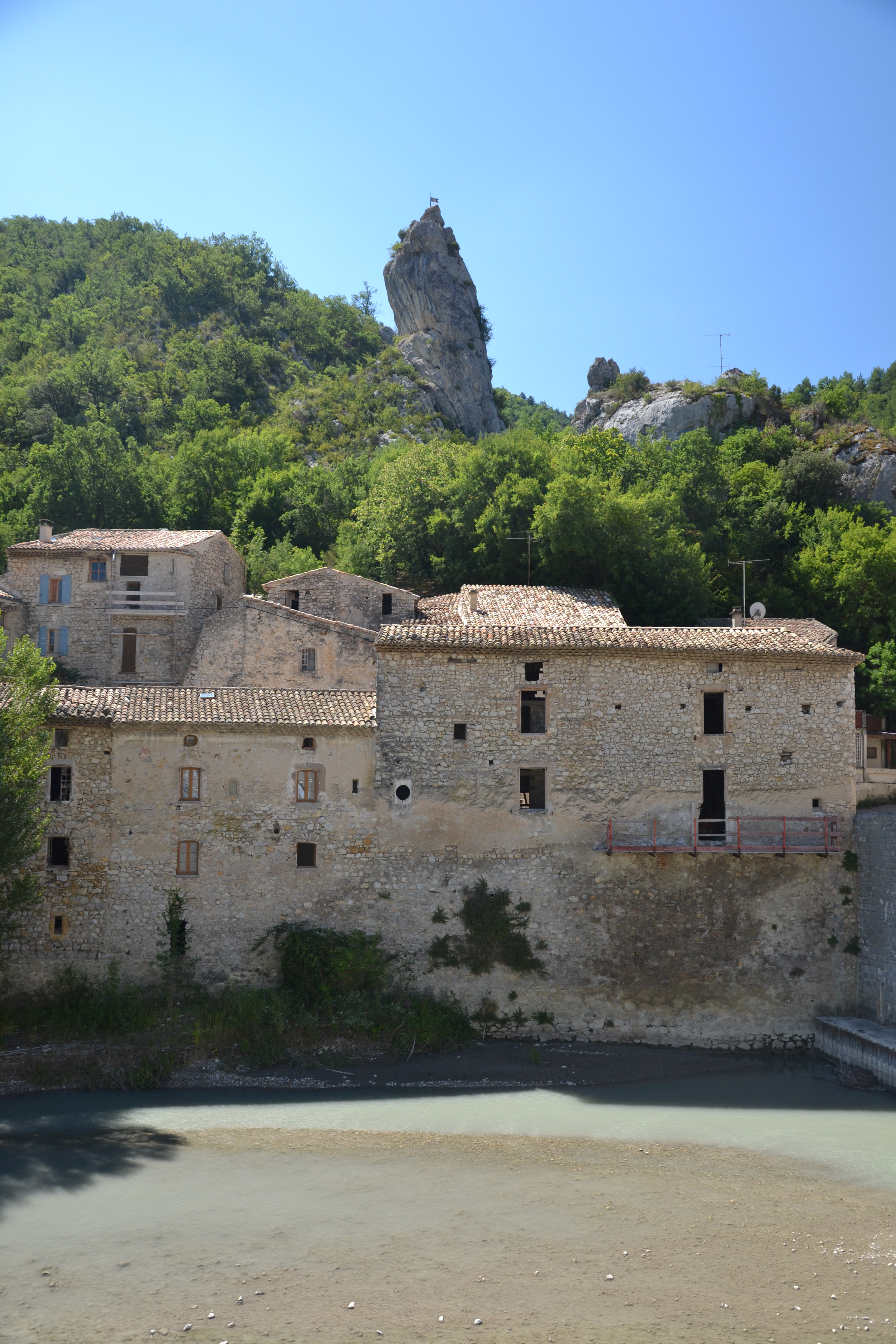
Rive gauche de l'Eygues aux Pilles.
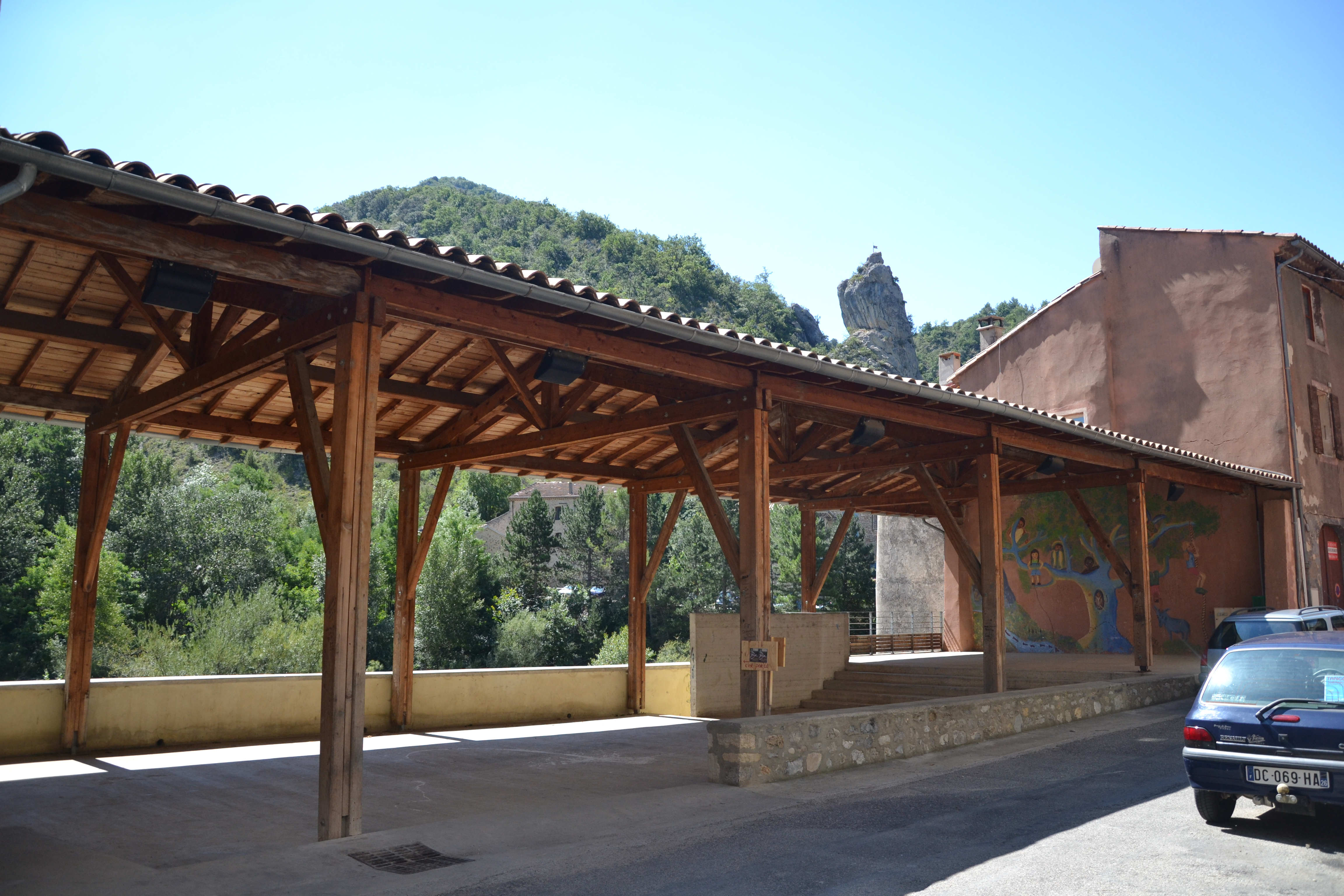
La halle.
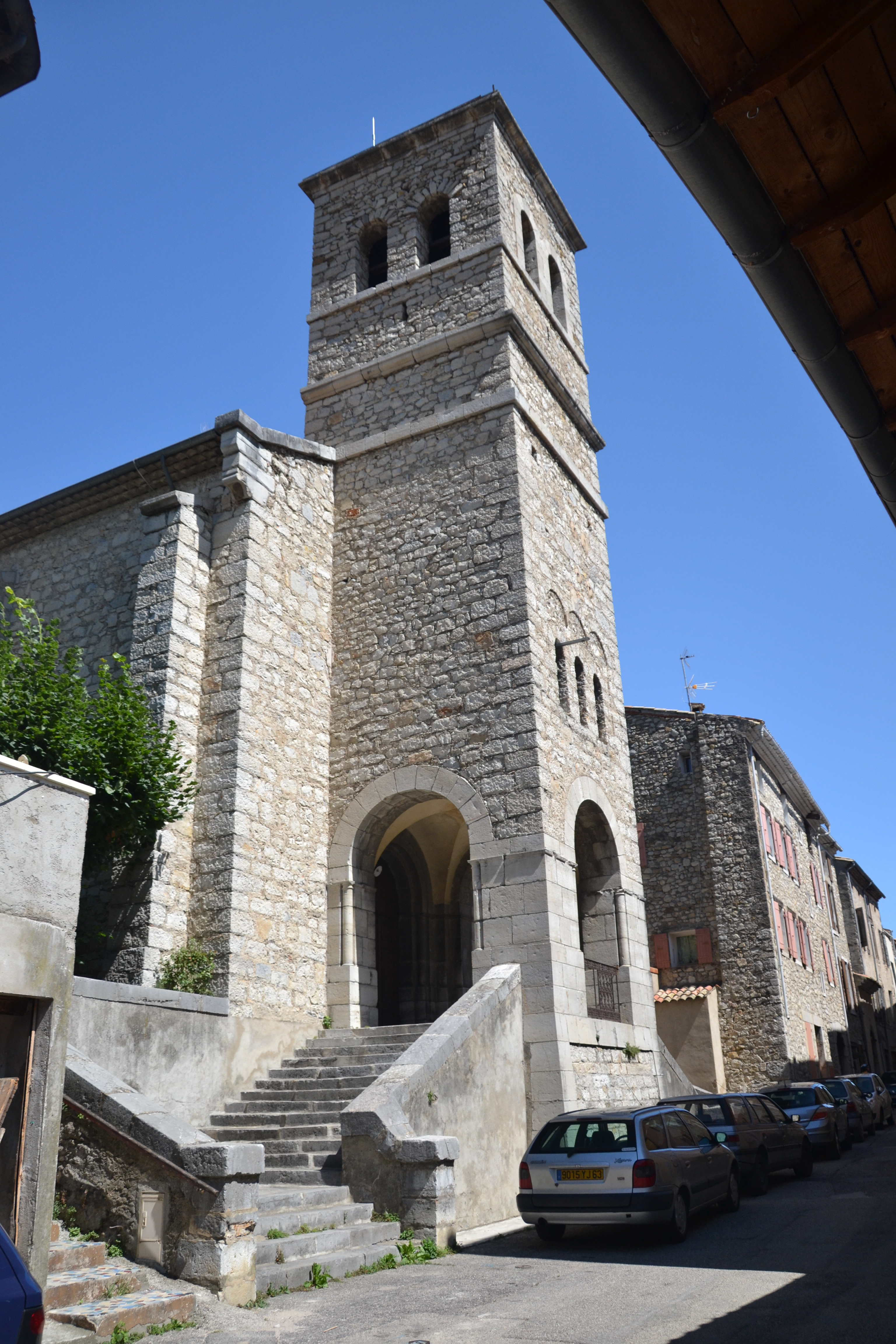
L'église Saint-Marcellin.

### Patrimoine culturel
Créée en 2014, « Les Pilles, Histoire et Patrimoine » est une association loi 1901 qui a pour objet « d’encourager la préservation, la restauration, l’entretien et la mise en valeur des sites et du patrimoine culturels et historiques existant sur la commune des Pilles ainsi que la recherche historique et artistique concernant ce patrimoine. » Elle a financé la restauration des vitraux de l'église et du meuble sacristain. Elle publie un bulletin disponible en mairie, organise des expositions et conférences, et a réalisé des panneaux d'information disposés dans le village sur les lieux patrimoniaux.

### Patrimoine naturel
- Gorges de l'Eygues[16].
- On trouve notamment autour de la rivière une grande biodiversité[274] et de nombreuses espèces d'oiseaux[275].

Le site est classé en Zone protégée au titre de la Loi Montagne, et en Zone de Protection Spéciale pour les oiseaux sauvages, Zone Spéciale de Conservation et Zone de la convention Alpine. Il est également inscrit au titre de la Directive Oiseaux (ZPS) et au titre de la Directive Habitats  concernant la conservation des habitats naturels ainsi que des espèces de la faune et de la flore sauvages (ZSC, SIC, PSIC).
La commune fait également partie du Parc naturel régional des Baronnies provençales.

### Personnalités liées à la commune
- Famille Fortia de Piles[128] : la famille Fortia est l’une des plus anciennes du royaume d'Aragon. Originaire de Catalogne, elle sera naturalisée par lettre patente du roi Henri II en 1550. La maison se divise en quatre branches : Fortia Chailly, Fortia d'Urban, Fortia de Montréal et Fortia de Piles. La seigneurie des Pilles comporte ainsi nombre de personnalités liées à l'Histoire de France[80] :
  - Pierre-Paul de Fortia (1600-1682), baron de Beaumes, seigneur de Piles, de Forville et Coste Chaude, viguier et gouverneur à vie de Marseille et des îles d'If, commandant de régiments, capitaine de la galère la Piles[276].
  - Alphonse de Fortia, marquis de Forville et de Piles (mort sans postérité en 1711), est maréchal de camp puis officier de marine et nommé chef d'escadre des galères du roi en 1695.
  - Toussaint de Fortia, dit le « chevalier de Piles » (1678-1760), devient chef d'escadre des armées navales en 1747.
  - Alphonse-Toussaint-Joseph-André-Marie-Marseille de Fortia de Piles, comte de Piles, duc de Fortia (1758-1826), est gouverneur et viguier de Marseille, en survivance de son père et de son grand-père. Il est également compositeur et écrivain. Avec lui s'éteint cette branche des Fortia.

### Héraldique, logotype et devise
| Blason de Les Pilles | Blason  | D'azur à la tour d'or, (crénelée) ouverte, ajourée et maçonnée de sable, posée sur une montagne de sept coupeaux de sinople, accompagnée en chef à dextre d'un soleil non figuré d'or et à senestre de deux clés passées en sautoir et liées du même. |
| Blason de Les Pilles | Détails | La tour sur montagne est celle des armes de la famille de Fortia de Piles et les clés sont celles du Venaissin. Adopté par la municipalité en 2019.                                                                                                   |